# Rosières (Haute-Loire)
 (août 2025).
La mise en forme du texte ne suit pas les recommandations de Wikipédia : il faut le « wikifier ».
Les points d'amélioration suivants sont les cas les plus fréquents. Le détail des points à revoir est peut-être précisé sur la page de discussion.
- Les titres sont pré-formatés par le logiciel. Ils ne sont ni en capitales, ni en gras.
- Le texte ne doit pas être écrit en capitales (les noms de famille non plus), ni en gras, ni en italique, ni en « petit »…
- Le gras n'est utilisé que pour surligner le titre de l'article dans l'introduction, une seule fois.
- L'italique est rarement utilisé : mots en langue étrangère, titres d'œuvres, noms de bateaux, etc.
- Les citations ne sont pas en italique mais en corps de texte normal. Elles sont entourées par des guillemets français : « et ».
- Les listes à puces sont à éviter, des paragraphes rédigés étant largement préférés. Les tableaux sont à réserver à la présentation de données structurées (résultats, etc.).
- Les appels de note de bas de page (petits chiffres en exposant, introduits par l'outil «  Source ») sont à placer entre la fin de phrase et le point final[comme ça].
- Les liens internes (vers d'autres articles de Wikipédia) sont à choisir avec parcimonie. Créez des liens vers des articles approfondissant le sujet. Les termes génériques sans rapport avec le sujet sont à éviter, ainsi que les répétitions de liens vers un même terme.
- Les liens externes sont à placer uniquement dans une section « Liens externes », à la fin de l'article. Ces liens sont à choisir avec parcimonie suivant les règles définies. Si un lien sert de source à l'article, son insertion dans le texte est à faire par les notes de bas de page.
- La présentation des références doit suivre les conventions bibliographiques. Il est recommandé d'utiliser les modèles {{Ouvrage}}, {{Chapitre}}, {{Article}}, {{Lien web}} et/ou {{Bibliographie}}. Le mode d'édition visuel peut mettre en forme automatiquement les références.
- Insérer une infobox (cadre d'informations à droite) n'est pas obligatoire pour parachever la mise en page.

Pour une aide détaillée, merci de consulter Aide:Wikification.
Si vous pensez que ces points ont été résolus, vous pouvez retirer ce bandeau et améliorer la mise en forme d'un autre article.
Pour les articles homonymes, voir Rosières.
Ne doit pas être confondu avec La Rosière (Montvalezan).
Rosières est une commune française située dans le département de la Haute-Loire en région Auvergne-Rhône-Alpes. La commune possède un patrimoine historique et naturel notable : une partie de l'église et le calvaire sont classés au titre des monuments historiques et le ravin de Corbœuf est classé comme site naturel protégé.

## Géographie

### Localisation
La commune de Rosières se trouve dans le département de la Haute-Loire, en région Auvergne-Rhône-Alpes.
Elle se situe à 18 km par la route du Puy-en-Velay, préfecture du département, et à 17 km de Saint-Julien-Chapteuil, bureau centralisateur du canton d'Emblavez-et-Meygal dont dépend la commune depuis 2015 pour les élections départementales.
Les communes les plus proches sont : 
Beaulieu (3,7 km), Mézères (3,9 km), Malrevers (4,2 km), Saint-Julien-du-Pinet (4,5 km), Chaspinhac (6,2 km), Saint-Vincent (6,3 km), Lavoûte-sur-Loire (6,7 km), Le Pertuis (6,9 km).
Rosières est situé à 18 km du Puy-en-Velay, à 65 km de Saint-Étienne, à 15 kilomètres d'Yssingeaux, à 13 km de Retournac, et à 5 km de Lavoûte-sur-Loire.
La carte ci-dessous indique les communes environnantes.

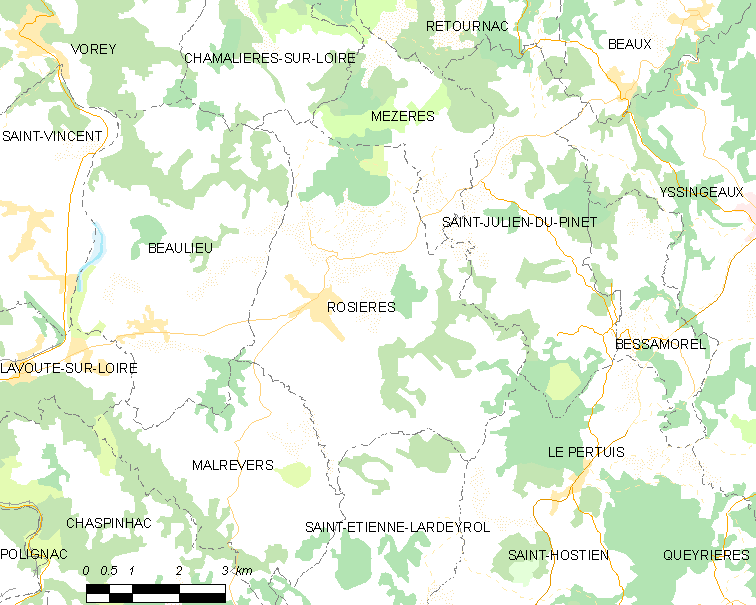
Communes environnantes
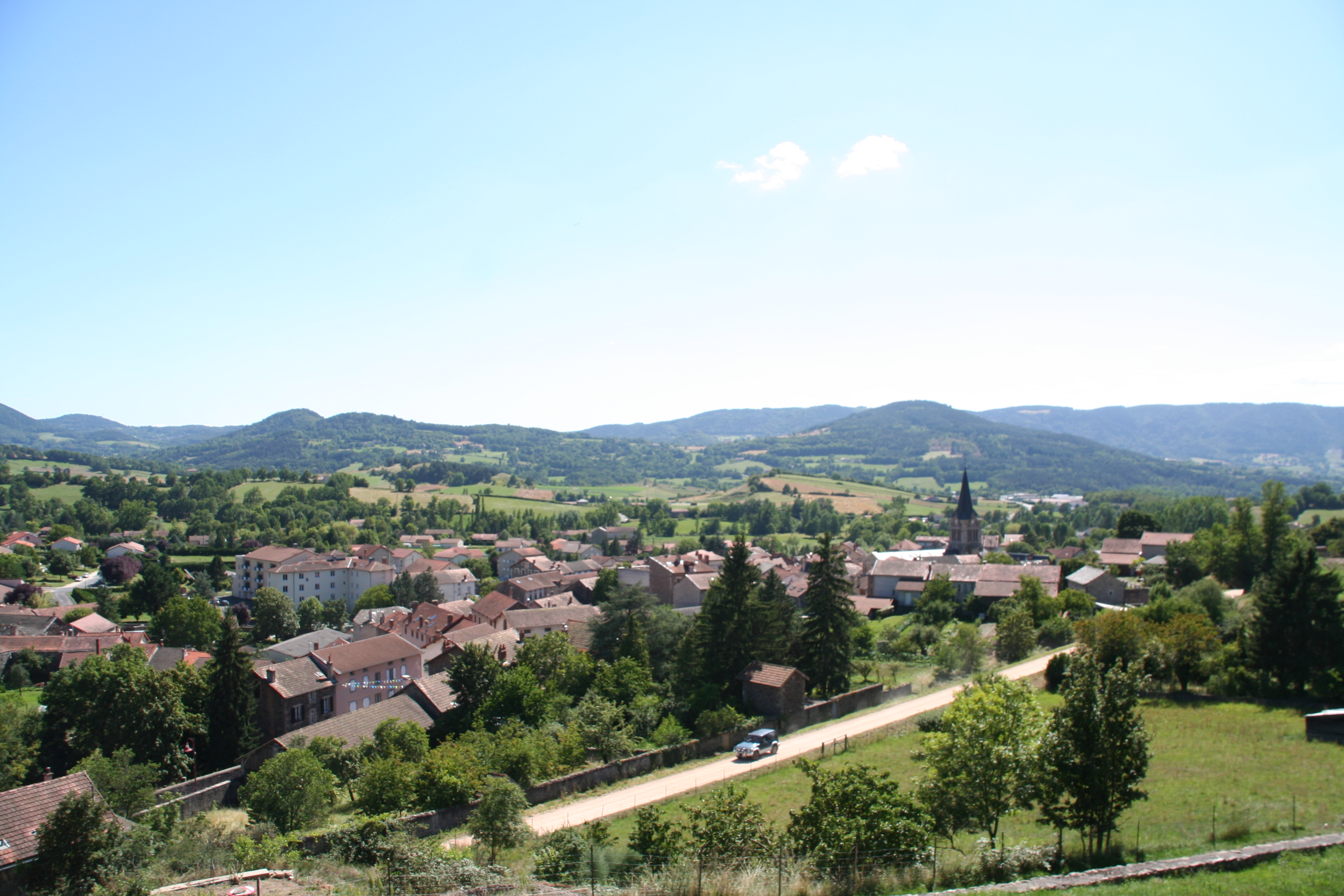
Vue générale du village de Rosières

Rosières se caractérise par son appartenance à la plaine l'Emblavez et à celle du Velay volcanique. La plaine est à une altitude d'environ 500 mètres alors que le point culminant de la commune, le sommet du suc de Jalore, a une altitude de 1 074 m.
Le bassin de l'Emblavez a la même origine que celui du Puy-en-Velay. C’est un lac oligocène (ère tertiaire) divisé en deux parties à la suite de la poussée alpine de la fin du Miocène. Il est limité au Nord par les hauteurs de la rive gauche de la Loire, à l'Est et au Sud-Est par la chaîne du Meygal, au Sud et à l'Ouest par les hauteurs granitiques de Chaspinhac.
|           | Chamalières-sur-Loire   | Mézères               |
| Beaulieu  | Rosières                | Saint-Julien-du-Pinet |
| Malrevers | Saint-Étienne-Lardeyrol | Le Pertuis            |

### Géologie
À Rosières, il est possible d’observer des marnes oligocènes, du granite, des alluvions modernes et des roches volcaniques dont des phonolites.
D'après Eugène Locussol, les laves phonolitiques sont sorties sans explosion violente ; par suite de leur viscosité, elles se sont simplement accumulées autour des orifices d'expulsion formant des dômes. Ceux-ci en s'effritant ont créé d'énormes éboulis à leur pied. Ces éboulis s’appellent des chiers, ou cheyres.
Les plaques de phonolithes sont utilisées comme matériau de couverture, on parle de lauze.

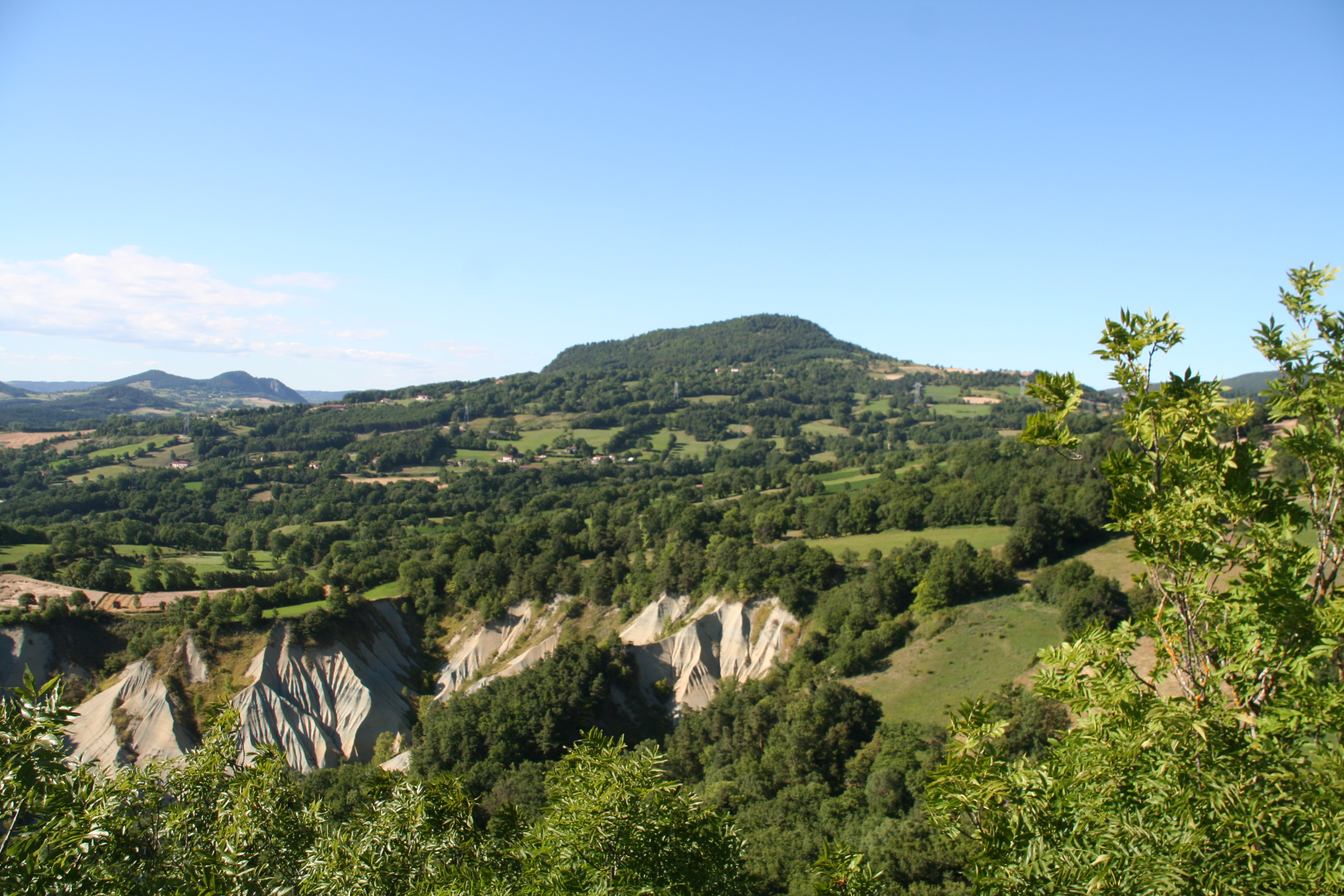
Suc de Jalore à Rosières
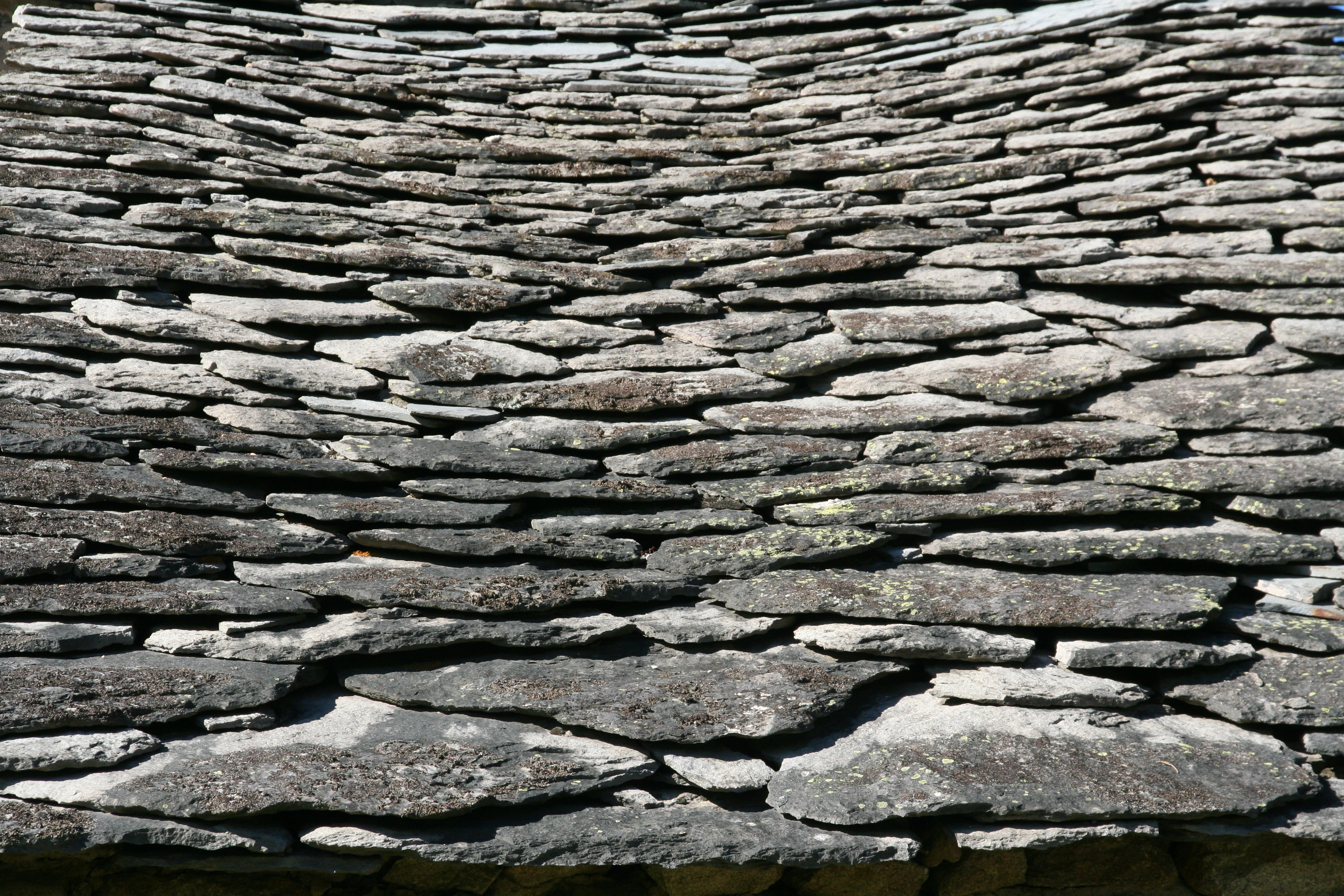
Toit en lauzes dans le hameau de Chamalavard à Rosières
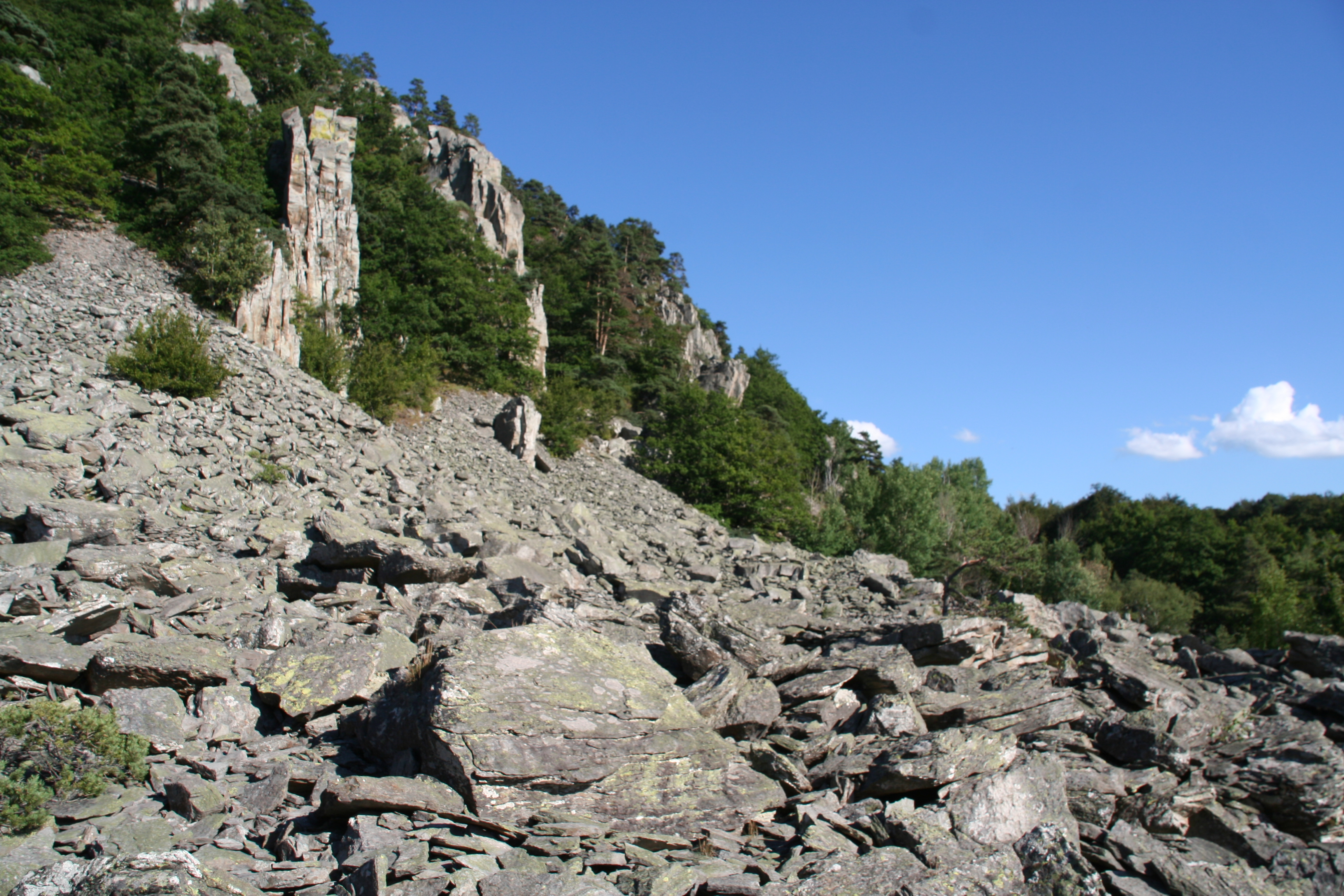
Eboulis de chier blanc au suc de Jalore

### Ravins de Corbœuf
Les ravins de Corbœuf constituent un site naturel remarquable formé par des falaises d'argile, aux couleurs variées.
Le décret de 26 août 2013 a classé les “ravins de Corboeuf” comme site naturel remarquable. Les raisons du classement sont précisées sur le site du ministère de l'environnement, de l'énergie et de la mer : les ravins de Corbœuf sont des ravins d’érosion mettant au jour, sur une quarantaine de mètres d’épaisseur, des argiles. Leur origine se trouve dans les dépôts d’un grand lac qui occupait, il y a quarante millions d’années, le bassin de l’Emblavez et du Puy-en-Velay. À l’ère tertiaire, ce bassin a été recouvert et fossilisé par les éruptions volcaniques engendrées par la surrection des Alpes. Les géologues distinguent les argiles vertes et rouges (kaolinites) de la base des argiles bleu verdâtre à beiges qui sont des « illites ». Ils remarquent également les lignes blanches, parfois verticales, qui sont faites de calcite, à l’endroit d’anciennes petites failles.
Les ravins sont une curiosité géologique rare présentant un intérêt scientifique, qui s’ajoute à leur intérêt pittoresque. Leur périmètre est de soixante-cinq hectares environ.

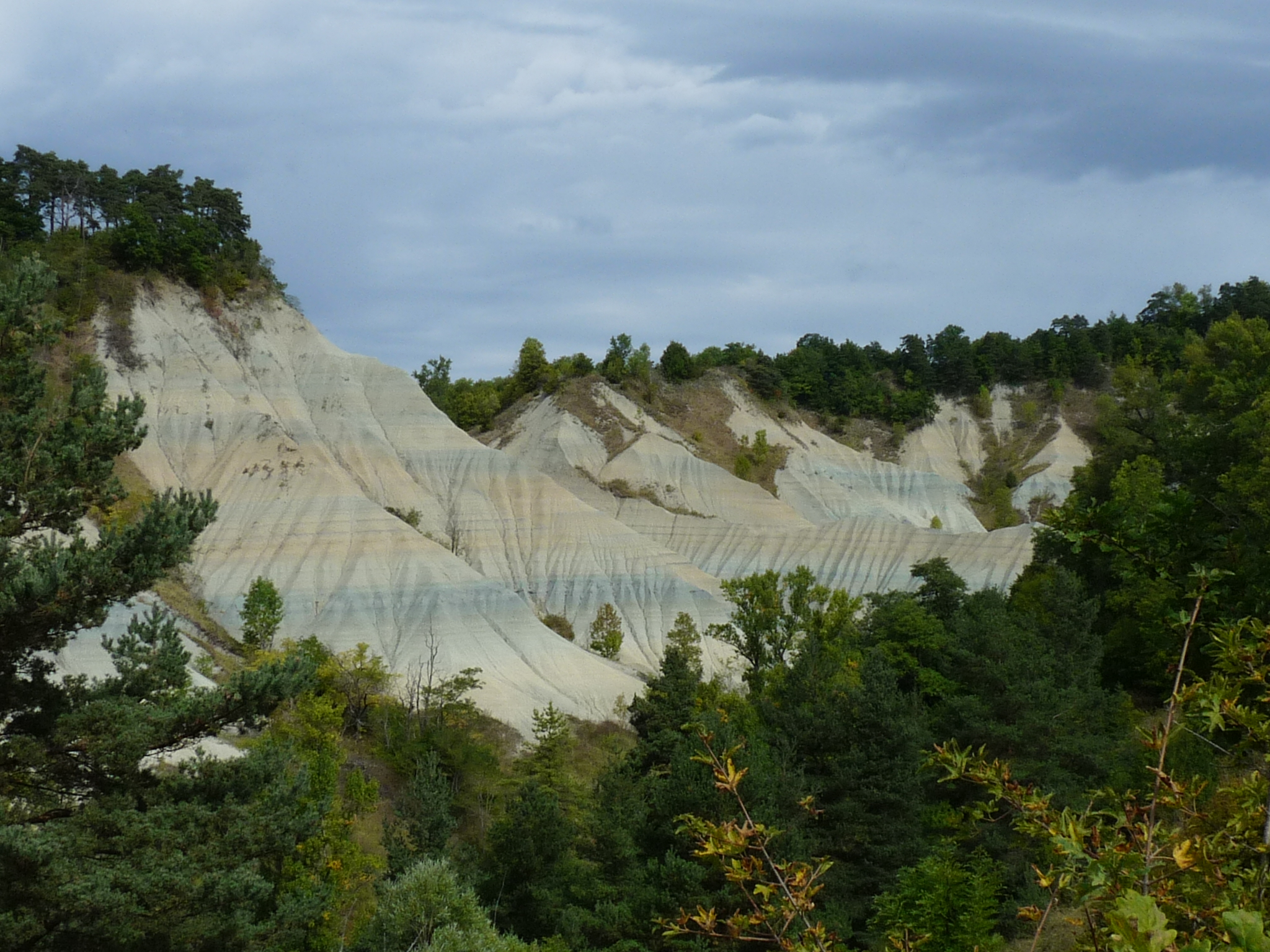
Vue d'ensemble des ravins de Corbœuf
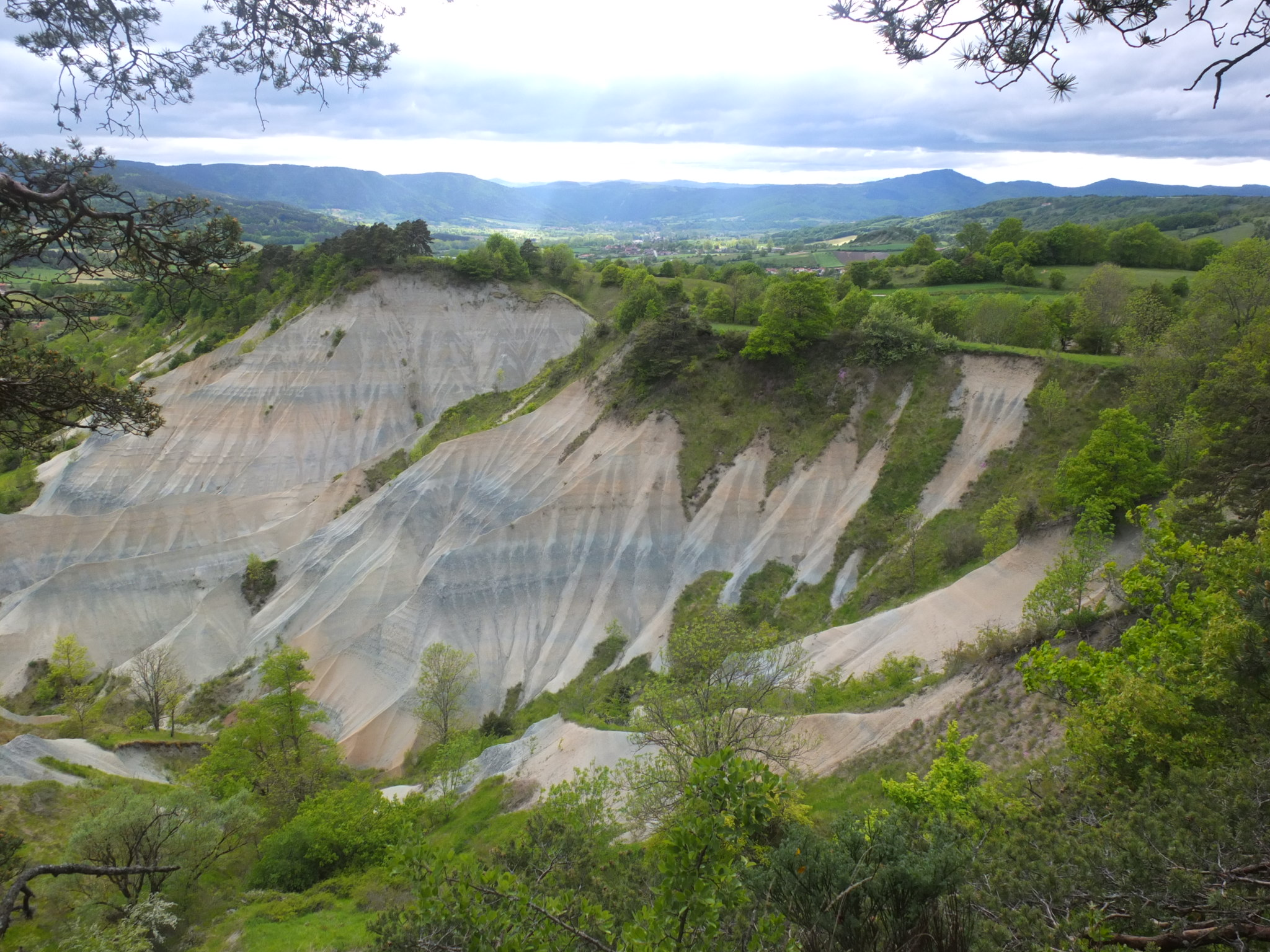
Vue d'ensemble des ravins de Corbœuf
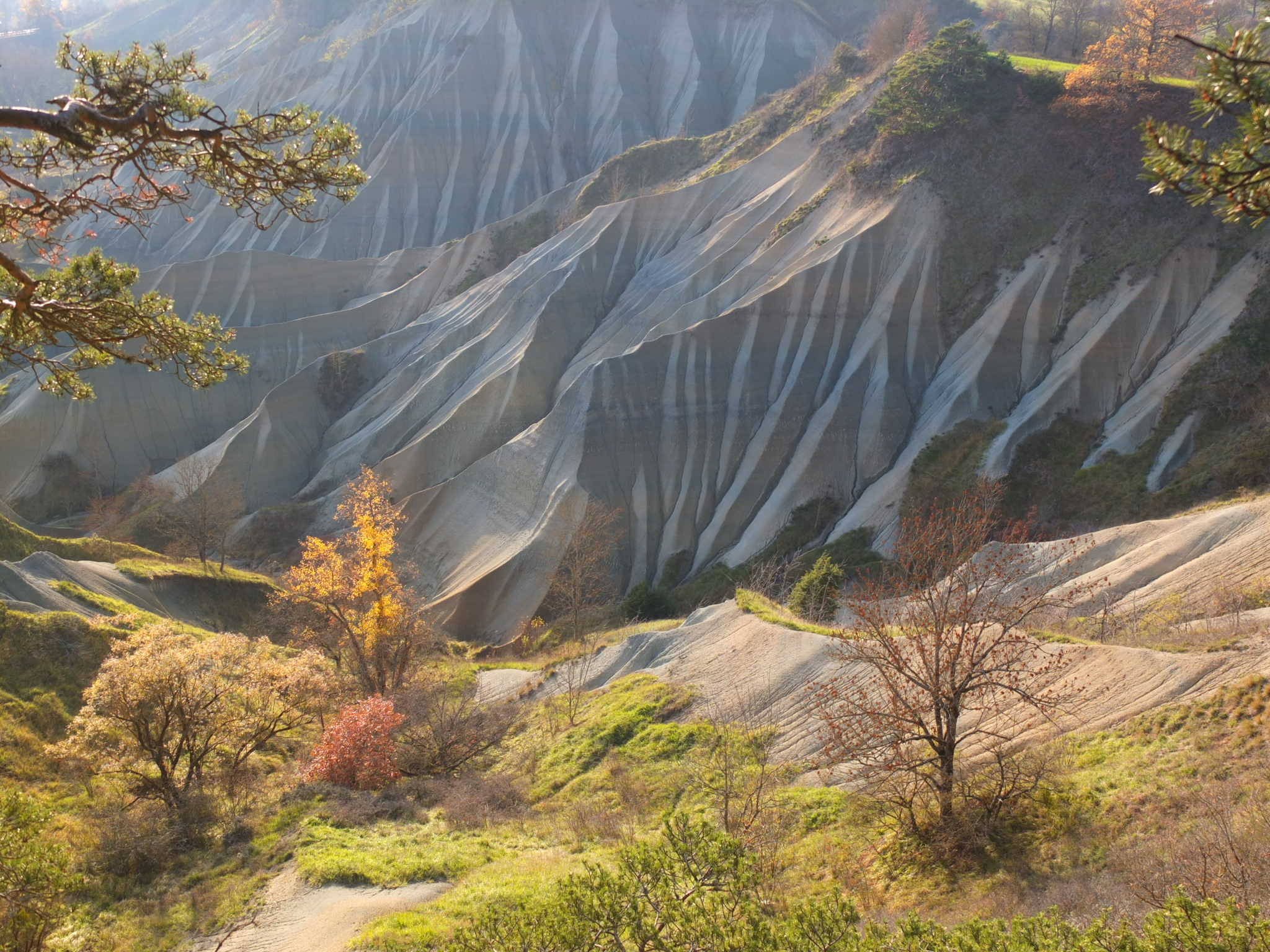
Ravin de Corbœuf en automne

### Rivières et étang
La commune est arrosée par la Suissesse, affluent de la Loire. Cette rivière prend sa source à Saint-Julien-du-Pinet, puis traverse Rosières, Malrevers et Beaulieu. Elle se jette dans la Loire à Lavoûte-sur-Loire. Sa longueur est de 14,6 km.
Le Ran est un ruisseau de 6,6 km, il traverse Rosières (à Blanlhac), Beaulieu, et Saint-Vincent.
L'étang de la Plaine domine, à 800 mètres d'altitude, la plaine de l'Emblavez. Situé près du hameau de Chiriac, il est géré par les habitants de ce hameau (pêche).

### Voies de communication
Route : la route départementale 7, de Malataverne à Lavoûte-sur-Loire, traverse Rosières, la D 35 donne l'accès à la RN 88 au Pertuis. La D 71 permet d'atteindre le Puy-en-Velay via Malrevers.
Chemins de fer : les gares les plus proches sont Retournac et Lavôute-sur-Loire. La ligne SNCF va de Saint-Étienne au Puy-en-Velay.
L'ancienne voie ferrée des Chemins de fer départementaux (CFD) dîte : « La Galoche » (voir ci-dessous : histoire) a été transformée en voie verte. Sur environ 11 km, elle permet dans sa première partie de découvrir la plaine de l'Emblavez : elle part de Lavoûte-sur-Loire, passe à Beaulieu, puis traverse Rosières. À la sortie de Rosières, la voie permet de découvrir les ravins de Corbœuf.
Cet aménagement est un élément de la  «Via Fluvia». Cette voie verte reliera la vallée du Rhône à la Loire en passant par le Parc naturel régional du Pilat. Elle emprunte les anciennes voies de chemins de fer et s'inscrit dans le Schéma national des véloroutes et voies vertes (route cyclable nationale V73). La « Via Fluvia » de Lavoûte-sur-Loire à la vallée du Rhône  aura une longueur de 115 km.

L'aéroport le plus proche est celui de du Puy-Loudes à 18,5 km.

### Climat
Pour des articles plus généraux, voir Climat d'Auvergne-Rhône-Alpes et Climat de la Haute-Loire.
En 2010, le climat de la commune est de type climat des marges montargnardes, selon une étude du Centre national de la recherche scientifique s'appuyant sur une série de données couvrant la période 1971-2000. En 2020, Météo-France publie une typologie des climats de la France métropolitaine dans laquelle la commune est exposée à un climat de montagne ou de marges de montagne et est dans la région climatique Sud-est du Massif Central, caractérisée par une pluviométrie annuelle de 1 000 à 1 500 mm, minimale en été, maximale en automne.
Pour la période 1971-2000, la température annuelle moyenne est de 9,6 °C, avec une amplitude thermique annuelle de 16,2 °C. Le cumul annuel moyen de précipitations est de 787 mm, avec 7,9 jours de précipitations en janvier et 6,5 jours en juillet. Pour la période 1991-2020, la température moyenne annuelle observée sur la station météorologique de Météo-France la plus proche, « Le Pertuis_sapc », sur la commune du Pertuis à 7 km à vol d'oiseau, est de 8,7 °C et le cumul annuel moyen de précipitations est de 918,7 mm,. Pour l'avenir, les paramètres climatiques de la commune estimés pour 2050 selon différents scénarios d'émission de gaz à effet de serre sont consultables sur un site dédié publié par Météo-France en novembre 2022.

## Urbanisme

### Typologie
Au 1er janvier 2024, Rosières est catégorisée commune rurale à habitat dispersé, selon la nouvelle grille communale de densité à sept niveaux définie par l'Insee en 2022.
Elle est située hors unité urbaine. Par ailleurs la commune fait partie de l'aire d'attraction du Puy-en-Velay, dont elle est une commune de la couronne,. Cette aire, qui regroupe 59 communes, est catégorisée dans les aires de 50 000 à moins de 200 000 habitants,.

### Occupation des sols
L'occupation des sols de la commune, telle qu'elle ressort de la base de données européenne d’occupation biophysique des sols Corine Land Cover (CLC), est marquée par l'importance des territoires agricoles (79,3 % en 2018), une proportion sensiblement équivalente à celle de 1990 (78,6 %). La répartition détaillée en 2018 est la suivante : 
prairies (48,8 %), zones agricoles hétérogènes (30,5 %), forêts (18,3 %), zones urbanisées (2,4 %). L'évolution de l’occupation des sols de la commune et de ses infrastructures peut être observée sur les différentes représentations cartographiques du territoire : la carte de Cassini (XVIIIe siècle), la carte d'état-major (1820-1866) et les cartes ou photos aériennes de l'IGN pour la période actuelle (1950 à aujourd'hui).

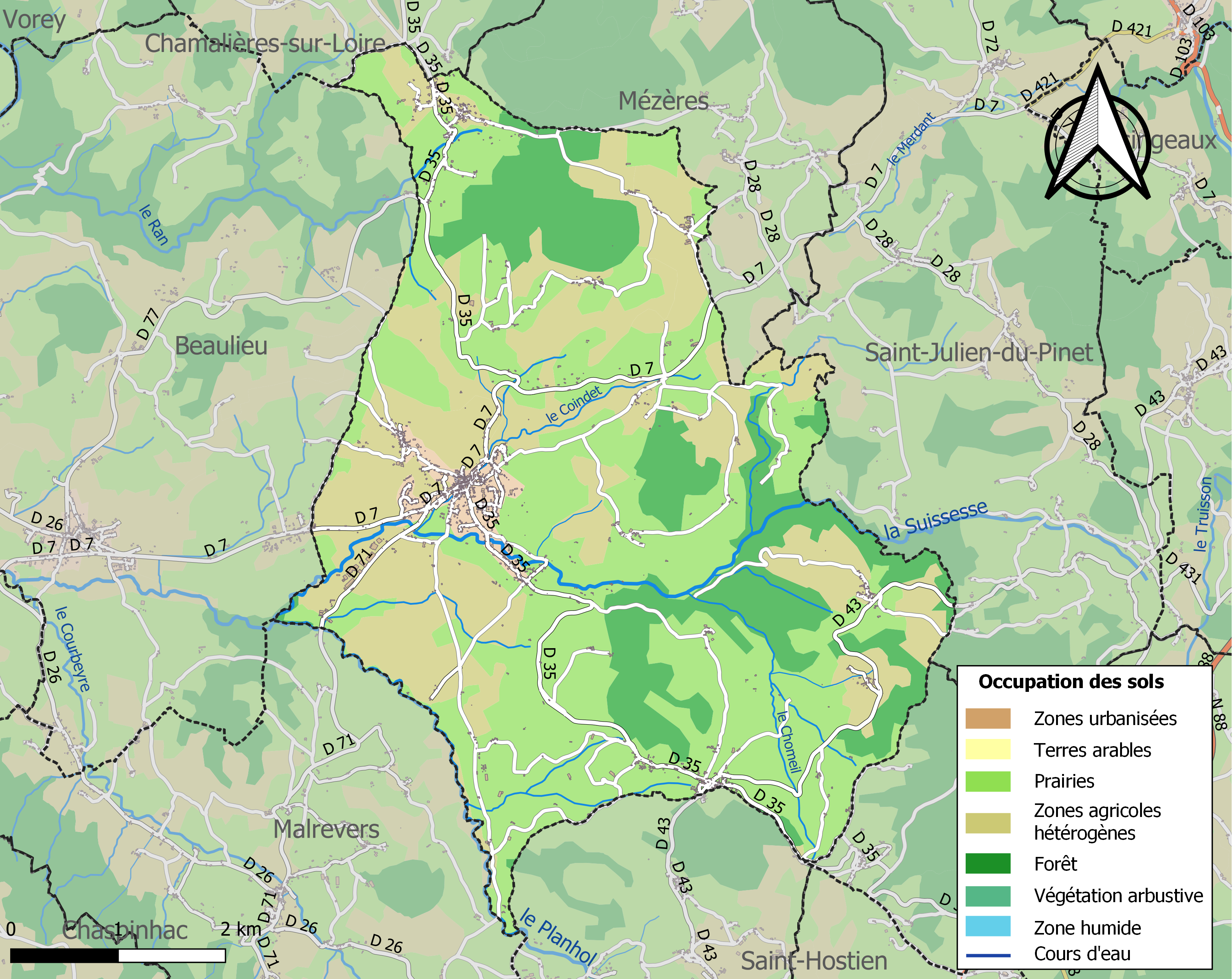
Carte des infrastructures et de l'occupation des sols de la commune en 2018 (CLC).

### Habitat et logement
En 2018, le nombre total de logements dans la commune était de 1 011, alors qu'il était de 910 en 2013 et de 800 en 2008.
Parmi ces logements, 64,2 % étaient des résidences principales, 13,7 % des résidences secondaires et 22,1 % des logements vacants. Ces logements étaient pour 88,1 % d'entre eux des maisons individuelles et pour 11,6 % des appartements.
Le tableau ci-dessous présente la typologie des logements à Rosières en 2018 en comparaison avec celle de la Haute-Loire et de la France entière. Une caractéristique marquante du parc de logements est ainsi une proportion de résidences secondaires et logements occasionnels (13,7 %) inférieure à celle du département (16,1 %) mais supérieure à celle de la France entière (9,7 %). Concernant le statut d'occupation de ces logements, 70,4 % des habitants de la commune sont propriétaires de leur logement (70 % en 2013), contre 70 % pour la Haute-Loire et 57,5 pour la France entière.
| Typologie                                               | Rosières | Haute-Loire | France entière |
| ------------------------------------------------------- | -------- | ----------- | -------------- |
| Résidences principales (en %)                           | 64,2     | 71,5        | 82,1           |
| Résidences secondaires et logements occasionnels (en %) | 13,7     | 16,1        | 9,7            |
| Logements vacants (en %)                                | 22,1     | 12,4        | 8,2            |

La commune compte, en 2013, 910 logements dont 624 résidences principales, 140 résidences secondaires et 146 logements vacants. Le nombre de maisons est de 803 et celui des appartements de 105.

### Les hameaux

#### Roiron
Roiron se situe au nord-est de Rosières à 923 mètres d'altitude.
Royro en 1553, Royron en 1572 pourrait venir de roire, variante de roure qui signifie chêne rouvre.
On peut y admirer des bâtisses aux murs imposants, construites avec les matériaux disponibles sur place : murs en granit, lauzes de phonolithe provenant de Jalore.
Le petit patrimoine se résume à l'ensemble bachas-lavoir, au travail et au puits. La petite place a été libérée à la suite de la démolition de l'assemblée décidée par les habitants en 1986.
Le village est très fréquenté par les randonneurs et promeneurs qui viennent apprécier le panorama et la table d'orientation.

#### Les Granges
Comme l'indique le nom "grange" le village était un des "centres d'exploitation" de Rosières. Situé au sud-est du bourg, le long de la Suissesse, face aux ravins de Corboeuf, il servait de grenier pour la localité. D'autant que son emplacement en direction de Bolio où se situaient de nombreux moulins à grains le rendait point de passage obligé pour toute la filière du blé et du pain.
 Au Moyen Âge le nombre de maisons était de l'ordre de cinq dont une sur le site de Gaillard.
Par la suite on y retrouve tous les éléments du village typique avec un four banal, une croix de pèlerinage, des "bachats" alimentés par une fontaine et la maison de la "béate". Cette dernière semble avoir été vendue et ne fait plus partie des biens publics.

#### Chastel
Le village de Chastel est implanté sur le versant nord d'un volcan localement dénommé "La Roche". À son sommet, l'érosion permet d'apercevoir les deux bouches d'où s'échappait la lave.
La première mention écrite de Chastel remonte à 1209 sous la forme de " Deu gratia " c'est-à-dire Dieu grâce. Le village marquait l'entrée dans la zone de l'Emblavès, réputée au Haut Moyen Âge pour être plus sûre que celle située au-delà, jusqu'au Lignon. À Chastel, on pouvait donc rendre grâce à Dieu.
L'appellation actuelle remonte à 1326 et vient de castellum signifiant château.
En 1377, Chastel comptait au moins une métairie et une chapelle avec un chapelain qui est aussi juge. C'est l'Hôtel-Dieu qui possède les terres de Chastel.
La chapelle vicariale (avec un vicaire qui assure les services essentiels) disparaîtra entre le XVIe et le XVIIIe siècle.
Du XIIe au XVIIIe siècle, Chastel est tourné vers la production céréalière et on y exploite même une vigne.

#### Les Potus
Au sud de Rosières s'étend la plaine des Aubins bordée par les Sucs rouges et le Suc de Rougeac. Très vite la route rejoint puis suit le ruisseau de Planhol avant de traverser le village des Potus.
Son histoire semble commencer tout de suite après ou pendant la Révolution. Trop peu d'éléments objectifs permettent de remonter plus avant dans le temps. 
L'étymologie du nom apparaît double, tout d'abord une signification érudite de gauche voire maladroit ensuite celle, plus populaire de trou, de cul-de-sac. Sont-ce quelques familles qui n'ont pas su négocier le tournant révolutionnaire (maladresse) et qui sont parties s'exiler dans ce 'trou' au pied de Huche plate ? Mais de nombreuses hypothèses peuvent être faites et entraîner des conclusions bien différentes.
Par le fait, on ne retrouve pas distinctement les éléments caractéristiques du village de l'Emblavez et les quelques structures existantes (four, travail, puits) sont d'origines.
Le château d'Arcis, manoir de style troubadour, construit au XIXe siècle reste le repère central du village par sa position dominante et sa prestance.
Les habitants se regroupent autour de trois exploitations agricoles et la population estivale augmente de façon significative avec l'arrivée des familles des résidents retirés dans ce lieu de calme voire de solitude.

#### L’Herme, Le Fayat, Lachaud, Lachaud de Mézères
Ces petits hameaux sont côte à côte, à la limite de la commune de Mézères, et situé au nord  du suc de Jalore. Les habitants de ces hameaux ont demandé, par pétition, en 1871, à être rattaché à la commune de Mézères. Leur demande n'a pas été retenue. Menaçant ruine le château de l’Herm a été démoli au début du XXe siècle.

#### Chiriac
Hameau restreint derrière le mont "suc", Chiriac connaît de nombreux touristes notamment grâce à son panneau tant aimé en forme de cœur signifiant l'arrivée dans le très très petit hameau.

## Toponymie
D'après le dictionnaire topographique de la Haute-Loire, le nom de Rosières apparaît vers 940 dans le cartulaire du Monastier sous la forme « Roserias » ; puis en 1096, dans le cartulaire de Chamalières sous la forme Rosariis, postérieurement on trouve « Rozeyras » (1285), Rosserias (1311), Roseyras (1408), Roserires (1534), Rouzières (1629), Rozières (XVIIIe, Cassini).
Selon le toponymiste Ernest Nègre, le toponyme Rosières pourrait dériver du pluriel de l'occitan rousièro ou rousièiro, qui désigne une rosière, c'est-à-dire une jeune fille couronnée de roses, mais, plus généralement, un lieu planté de roses, à l'instar de l'oïl « rosière ».

## Histoire

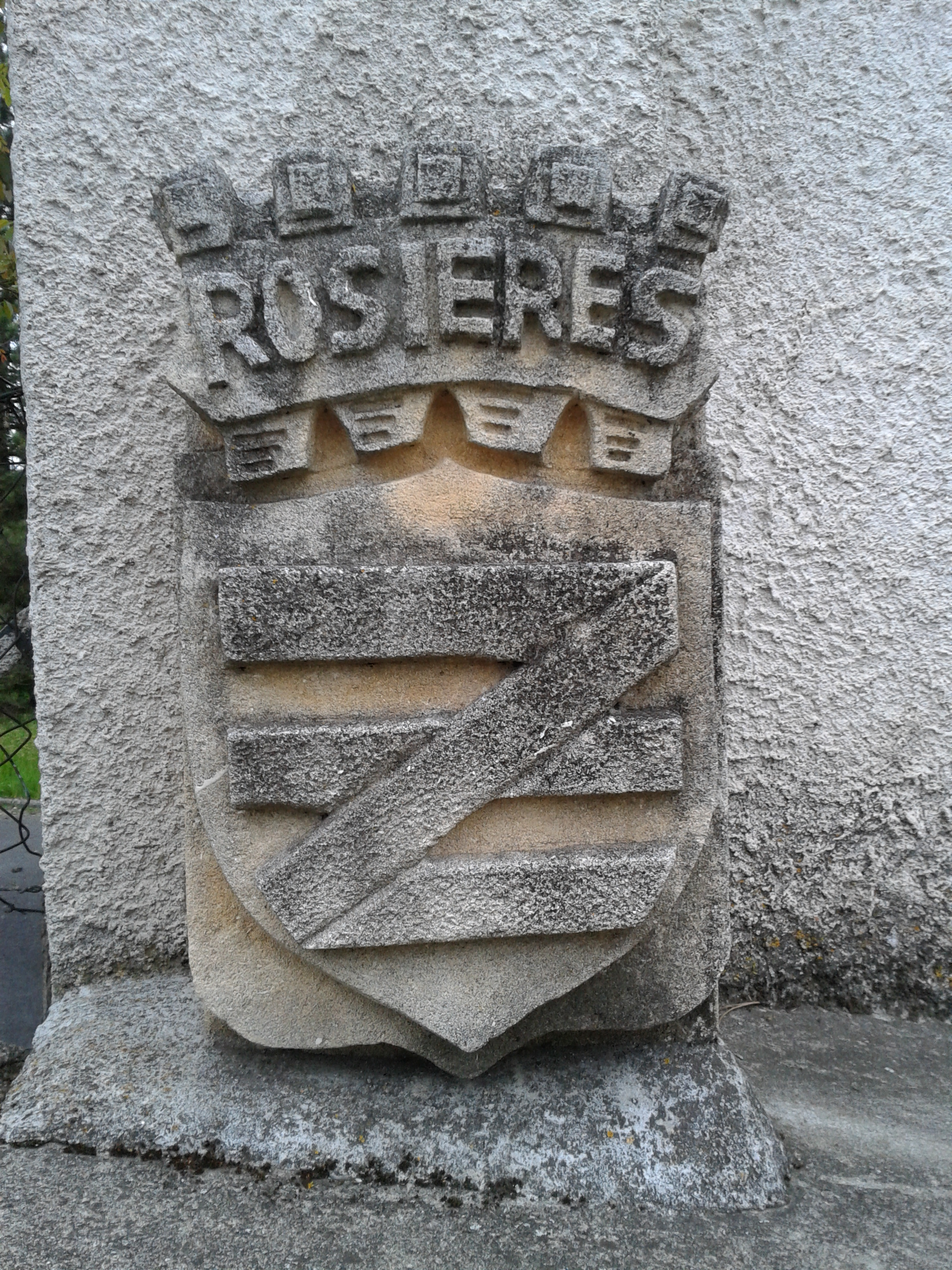
Le blason de Rosières sur un mur du village

### Période gallo-romaine
Rosières, comme la plus grande partie de la Haute-Loire, était occupé jadis par les Vellavi (ou vellaves), peuple, qui a donné son nom au Velay. Après la conquête de la Gaule par César, Auguste rendit les Vellavi indépendants des Arvernes. Icidmago (Yssingeaux ?), comme  de nombreuses autres cités se transformèrent mais il ne reste pas de monuments significatifs témoignant de cette présence. Francisque Mandet dans son ouvrage sur l'histoire du Velay explique l'importance de la présense romaine mais souligne la difficulté d'identifier les lieux et les réalisations.Des puits funéraires gallo-romains, ont été découverts dans le bourg de la commune.

### Moyen Âge
À la suite de la bataille de Vouillé (507), remportée par Clovis sur Alaric II, le Velay passe sous la domination franque. En 511, il fut englobé dans les États du roi d'Austrasie, puis dans la monarchie française lorsque Clotaire II, eut réuni entre ses mains toutes les possessions de sa dynastie en 614.
Le christianisme arrive vers le milieu du troisième siècle. Saint Vosy est sans doute le premier évêque du diocèse du Velay. Il semblerait qu'il ait vécu chez les Vellaves dans la seconde moitié du IVe siècle. Saint Georges devient, lui, évêque du Puy vers 480. Le pouvoir temporel de l'évêque du Puy-en-Velay fut considérable pendant le Moyen Âge.
Tout au long du Moyen Âge et de la Renaissance, Rosières est sous l'influence de la famille de Polignac, incarnée par le château de Lavoûte-sur-Loire  à 5 km de Rosières, qu'Armand de Polignac fit construire en 1250. Des batailles ont marqué le bourg : pendant la guerre de Cent Ans, Rosières connait des jours agités. Vers la fin de 1359, des partisans d'Armand de la Roue, à la faveur d'un différend successoral avec le seigneur vicomte de Polignac, pillent le village. Deux siècles plus tard, en 1577, le baron de Saint-Vidal, chef des ligueurs, y livre bataille, face au capitaine Barjac du parti protestant. Claude Exbrayat de Pralas, achète en 1693, la seigneurie de Rosières à la Vicomtesse de Polignac.

### Révolution
En 1789 Rosières appartient à la province du Velay, à la subdélégation et sénéchaussée du Puy. L'église paroissiale appartient au diocèse du Puy et à l'archiprêtré de Monistrol-sur-Loire, la nomination du curé de l'église dépendait du prieur de Chamalières.

### Ancienne ligne de chemin de fer «La Galoche»
La ligne de chemin de fer Firminy-Le Puy-en-Velay est ouverte en 1836. 
En 1890 est inauguré une ligne d'intérêt local reliant la Loire au Rhône, allant de Lavoûte-sur-Loire à La Voulte-sur-Rhône, dépendant du CFD Réseau du Vivarais. Le tronçon Raucoules - Lavoûte sur Loire, passant par la commune. Cette ligne est appelée « la Galoche » à cause de sa lenteur : courir avec des galoches aux pieds est difficile. La Galoche transporta jusqu'à un million de personnes par an. C'est en 1952 qu'est fermée définitivement la ligne. 
Le 26 juin 1944, le train déraille au viaduc de Chavalamard, entre Saint-Julien-du-Pinet et Rosières. Le train était surchargé de personnes venant se ravitailler avant de rentrer à Saint-Etienne pour une grande part. 12 morts sont retirés des décombres et 59 personnes sont blessées, dont une vingtaine gravement. Une part importante des personnes décédées ne purent être identifiées. Ce fut le plus grave accident survenu sur le réseau des chemins de fer du Vivarais. L'accident pourrait être dû à un mauvais raccordement des wagons en gare d'Yssingeaux.
L'intégration, en 2018, de l'itinéraire dans la Via Fluvia conduit à goudronner la voie, ce qui est accepté par les élus locaux, mais l’Association de protection de l’environnement vellave (APEV) s’oppose au projet.

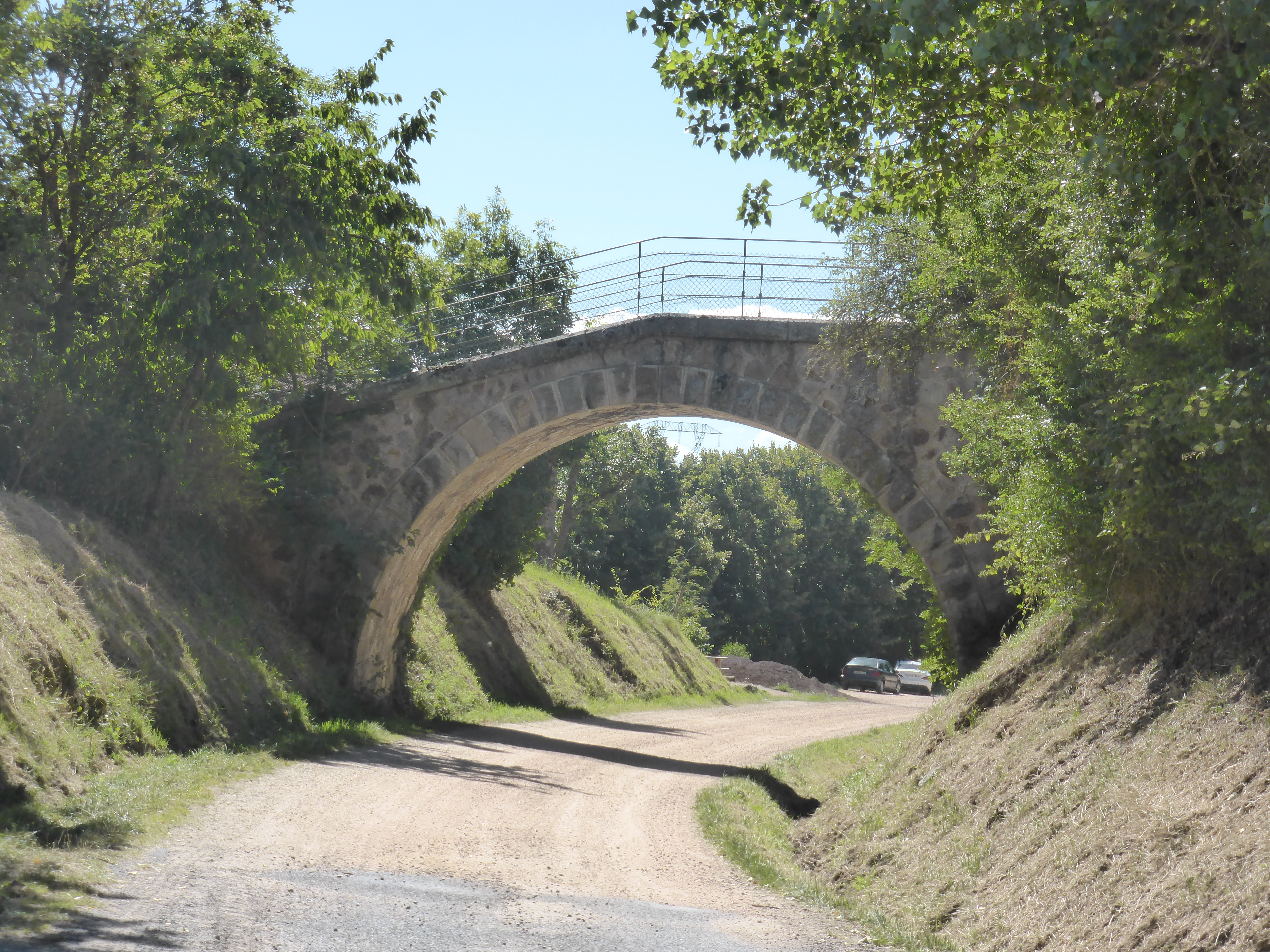
Pont enjambant l'ancienne voie de chemin de fer "la Galoche" à Rosières
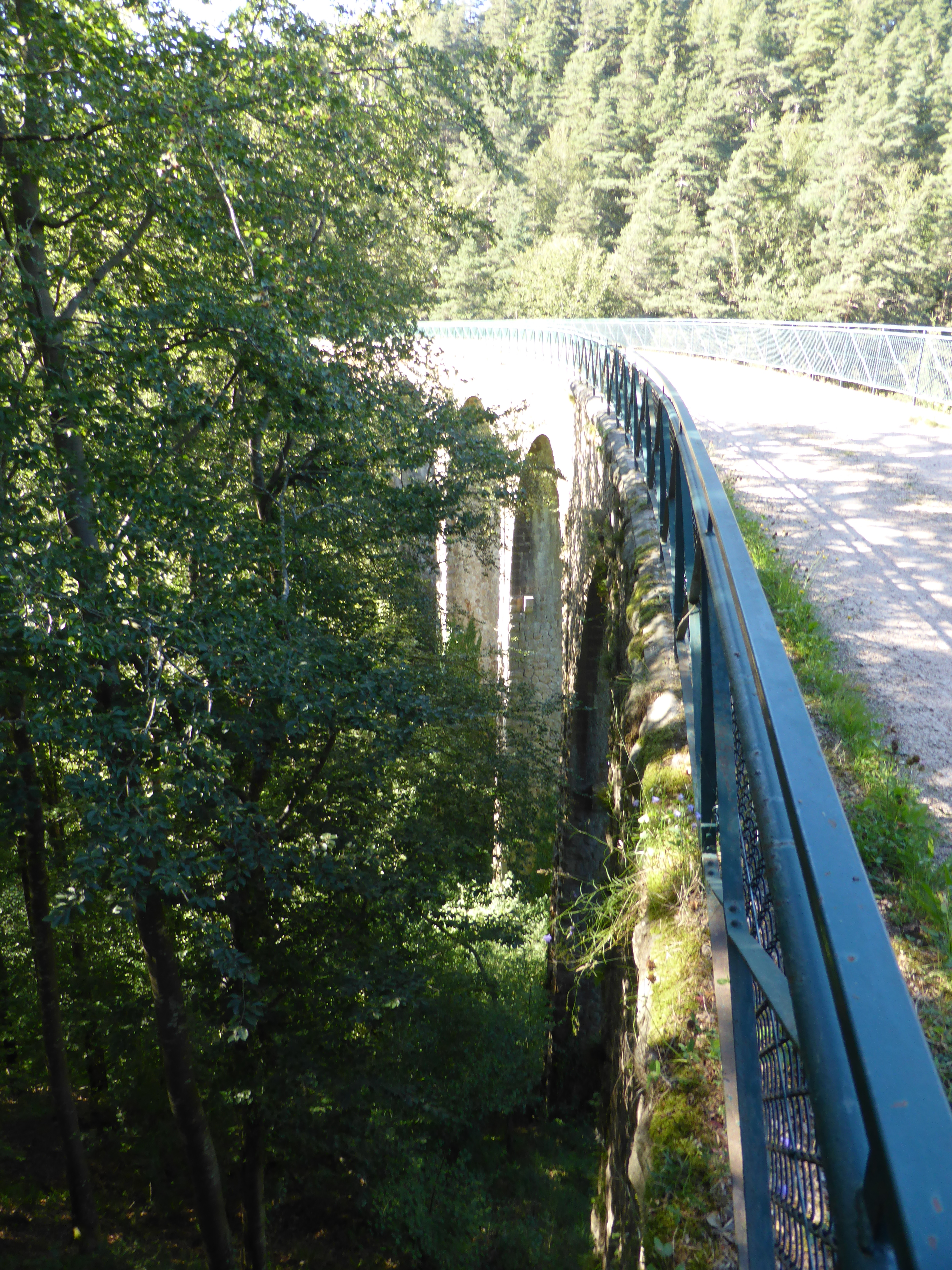
Viaduc de Chavalamard sur le trajet de la Galoche à Rosières

## Politique et administration

### Découpage territorial
La commune de Rosières est membre de la communauté d'agglomération du Puy-en-Velay, un établissement public de coopération intercommunale (EPCI) à fiscalité propre créé le 26 décembre 2016 dont le siège est à Le Puy-en-Velay. Ce dernier est par ailleurs membre d'autres groupements intercommunaux.
Sur le plan administratif, elle est rattachée à l'arrondissement du Puy-en-Velay, au département de la Haute-Loire, en tant que circonscription administrative de l'État, et à la région Auvergne-Rhône-Alpes.
Sur le plan électoral, elle dépend du canton d'Emblavez-et-Meygal pour l'élection des conseillers départementaux, depuis le redécoupage cantonal de 2014 entré en vigueur en 2015, et de la première circonscription de la Haute-Loire   pour les élections législatives, depuis le redécoupage électoral de 1986.

### Tendances politiques et résultats

#### Élections présidentielles 2012
Premier tour 1 109 inscrits, 984 votants (88,73 %)
| candidat              | parti                             | %       |
| --------------------- | --------------------------------- | ------- |
| Nicolas SARKOZY       | UNION POUR UN MOUVEMENT POPULAIRE | 25.49 % |
| François HOLLANDE     | PARTI SOCIALISTE                  | 25.39 % |
| Marine LE PEN         | FRONT NATIONAL                    | 18.52 % |
| François BAYROU       | MOUVEMENT DÉMOCRATE               | 12.59 % |
| Jean-Luc MÉLENCHON    | FRONT DE GAUCHE                   | 9.99 %  |
| Eva JOLY              | EUROPE ECOLOGIE LES VERTS         | 3.02 %  |
| Nicolas DUPONT-AIGNAN | DEBOUT LA FRANCE                  | 1.77 %  |
| Nathalie ARTHAUD      | LUTTE OUVRIÈRE                    | 1.66 %  |
| Philippe POUTOU       | NOUVEAU PARTI ANTICAPITALISTE     | 1.04 %  |
| Jacques CHEMINADE     | SOLIDARITÉ ET PROGRÈS             | 0.52 %  |

Deuxième Tour 1 109 inscrits, 977 votants (88,1 %)
| candidat              | parti                             | %        |
| --------------------- | --------------------------------- | -------- |
| ELU François HOLLANDE | PARTI SOCIALISTE                  | 51,17 %  |
| Nicolas SARKOZY       | UNION POUR UN MOUVEMENT POPULAIRE | 48, 83 % |

#### Élections municipales 2014
La liste conduits par M. Adrien Gouteyron, liste divers droite, est seule en présence, il n'y a qu'un tour de scrutin. Elle obtient 522 voix (soit 46,40 %) des inscrits) et 100 % des suffrages exprimés. Les 15 membres de la liste sont donc élus.

#### Élections régionales 2015
Au premier tour, le taux de participation est de 58,57 %; Laurent Wauquiez (le grand rassemblement de la droite et du centre) obtient 329 voix soit 52,72 %, Jean-Jack Queyranne, liste d'union de la gauche, recueille 117 voix soit 18,75 % ; Christophe Boudot, Front national a 113 voix soit 18,11 %, Jean-Charles Kohlhaas, le rassemblement citoyen, écologique et solidaire 35 voix et 5,61 %. Chacun des autres candidats a moins de 2 % des suffrages.
Au second tour  tour la participation est de 67,80 % Laurent Wauquiez, un nouveau souffle pour notre région, 432 voix soit 58,94 %, Jean-Jack Queyranne, liste d'union de la gauche, 188 votes soit 25,65 %  et Christophe Boudot, liste du Front national 113 votes, 15,42 %.
La vie politique locale est marquée par la présence d'Adrien Gouteyron, UMP, sénateur de la Haute-Loire du 11 juin 1978 au 30 septembre 2011 (ne se représente pas) et maire de la commune depuis mars 1989.

### Liste des maires
| Période                                  | Période   | Identité         | Étiquette    | Qualité                                                  |
| ---------------------------------------- | --------- | ---------------- | ------------ | -------------------------------------------------------- |
| Les données manquantes sont à compléter. |           |                  |              |                                                          |
| ?                                        | 1971      | Claudius Julien  |              |                                                          |
| mars 1971                                | 1989      | François Garnier | DVD          |                                                          |
| mars 1989                                | juin 2020 | Adrien Gouteyron | RPR puis UMP | Ancien sénateur de 1977 à 2011 Ancien conseiller général |
| juin 2020                                | En cours  | Fanny Sabatier   | SE           | Conseillère departementale depuis 2021                   |

## Population et société

### Démographie

#### Évolution démographique
L'évolution du nombre d'habitants est connue à travers les recensements de la population effectués dans la commune depuis 1793. Pour les communes de moins de 10 000 habitants, une enquête de recensement portant sur toute la population est réalisée tous les cinq ans, les populations de référence des années intermédiaires étant quant à elles estimées par interpolation ou extrapolation. Pour la commune, le premier recensement exhaustif entrant dans le cadre du nouveau dispositif a été réalisé en 2008.

En 2022, la commune comptait 1 536 habitants, en évolution de +0,26 % par rapport à 2016 (Haute-Loire : +0,36 %, France hors Mayotte : +2,11 %).
| 1793  | 1800  | 1806  | 1821  | 1831  | 1836  | 1841  | 1846  | 1851  |
| ----- | ----- | ----- | ----- | ----- | ----- | ----- | ----- | ----- |
| 2 500 | 1 907 | 2 403 | 2 823 | 2 905 | 2 496 | 2 750 | 2 835 | 2 859 |

| 1856  | 1861  | 1866  | 1872  | 1876  | 1881  | 1886  | 1891  | 1896  |
| ----- | ----- | ----- | ----- | ----- | ----- | ----- | ----- | ----- |
| 2 738 | 2 694 | 2 905 | 2 301 | 2 402 | 2 373 | 2 335 | 2 396 | 2 434 |

| 1901  | 1906  | 1911  | 1921  | 1926  | 1931  | 1936  | 1946  | 1954  |
| ----- | ----- | ----- | ----- | ----- | ----- | ----- | ----- | ----- |
| 1 677 | 2 406 | 2 431 | 2 062 | 1 955 | 1 853 | 1 769 | 1 603 | 1 524 |

| 1962  | 1968  | 1975  | 1982  | 1990  | 1999  | 2006  | 2008  | 2013  |
| ----- | ----- | ----- | ----- | ----- | ----- | ----- | ----- | ----- |
| 1 391 | 1 284 | 1 163 | 1 212 | 1 305 | 1 309 | 1 410 | 1 438 | 1 526 |

| 2018  | 2022  | - | - | - | - | - | - | - |
| ----- | ----- | - | - | - | - | - | - | - |
| 1 524 | 1 536 | - | - | - | - | - | - | - |

#### Pyramide des âges
La population de la commune est relativement âgée.
En 2018, le taux de personnes d'un âge inférieur à 30 ans s'élève à 26,4 %, soit en dessous de la moyenne départementale (31 %). À l'inverse, le taux de personnes d'âge supérieur à 60 ans est de 35,4 % la même année, alors qu'il est de 31,1 % au niveau départemental.
En 2018, la commune comptait 755 hommes pour 769 femmes, soit un taux de 50,46 % de femmes, légèrement inférieur au taux départemental (50,87 %).
Les pyramides des âges de la commune et du département s'établissent comme suit.
| Hommes | Classe d’âge | Femmes |
| ------ | ------------ | ------ |
| 1,6    | 90 ou +      | 3,5    |
| 9,7    | 75-89 ans    | 13,1   |
| 21,3   | 60-74 ans    | 21,5   |
| 19,9   | 45-59 ans    | 20,4   |
| 19,6   | 30-44 ans    | 16,5   |
| 11,4   | 15-29 ans    | 12,6   |
| 16,6   | 0-14 ans     | 12,4   |

| Hommes | Classe d’âge | Femmes |
| ------ | ------------ | ------ |
| 0,9    | 90 ou +      | 2,5    |
| 8,4    | 75-89 ans    | 11,7   |
| 20,4   | 60-74 ans    | 20,5   |
| 21,3   | 45-59 ans    | 20,3   |
| 16,8   | 30-44 ans    | 16,3   |
| 15,2   | 15-29 ans    | 13,2   |
| 17     | 0-14 ans     | 15,6   |

### Santé
Le Centre de  soins, de suite et de réadaptation “Saint-Joseph” est un établissement à but non lucratif géré par l'Association Hospitalière de Saint-Joseph.
La maison de retraite “La Roseraie” est un E.H.P.A.D. (Établissement Hébergeant des Personnes Âgées Dépendantes). Sa capacité d'accueil est de 60 personnes, elle comprend un secteur pour personnes atteintes de la maladie Alzheimer (18 places)  ainsi que 5 places d’accueil de jour.

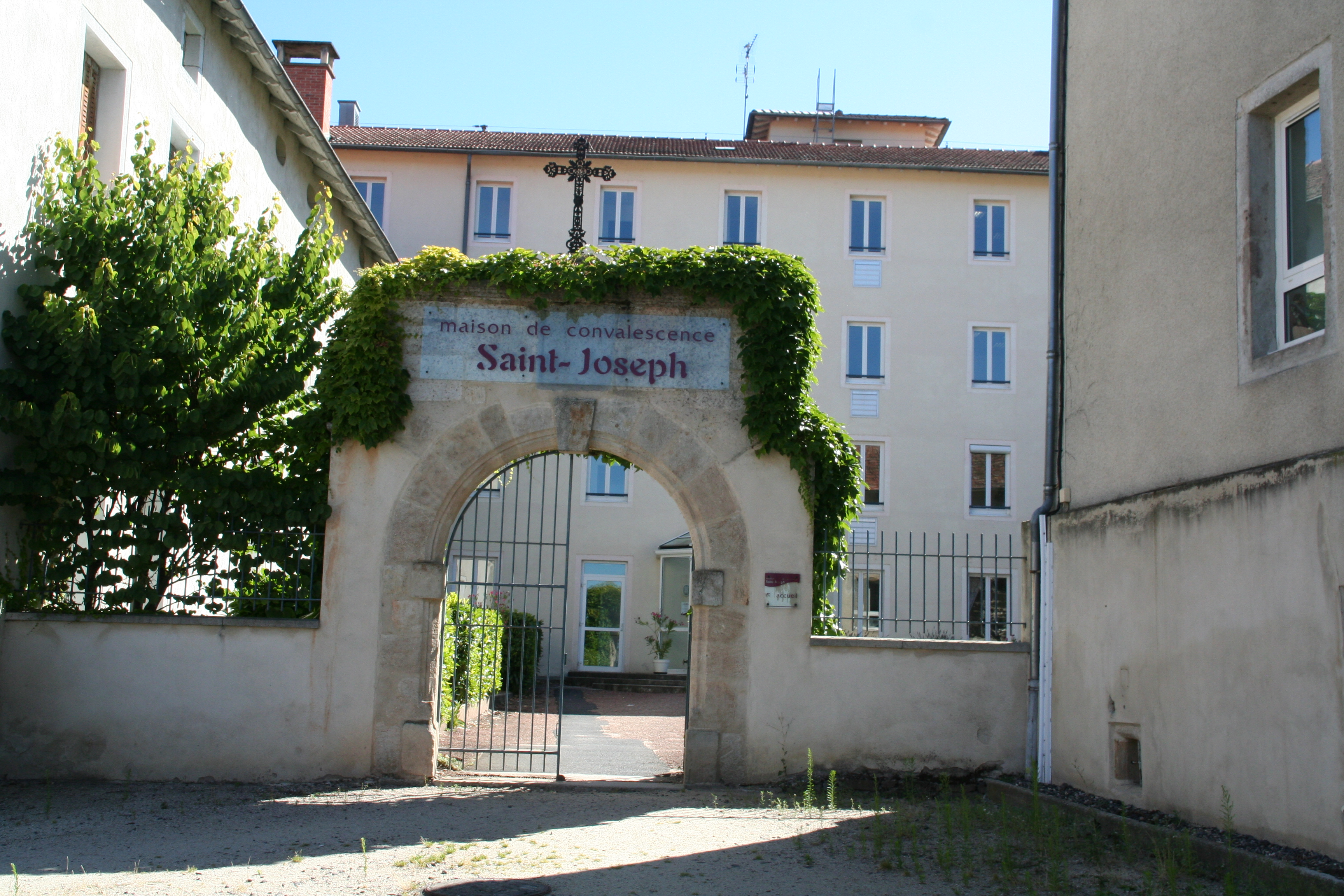
Centre de soin St Joseph

### Enseignement
Deux écoles existent à Rosières : l'école publique Germaine Tillion accueille environ 115 élèves et l'école élémentaire privée Saint-Joseph en reçoit environ 65.

### Manifestations culturelles et festivités
La « fête des lentilles » a lieu chaque année depuis 1982, au mois d'août (animations, brocante, corso fleuri, repas).
Rosières est jumelée avec la commune Villar San Costanzo (commune de la province de Coni dans le Piémont en Italie à 70 km de Turin, d'environ 1 500 habitants).
Jean-Pierre Julien est un sculpteur et graveur de Rosières qui crée personnages ou plaques avec des lauzes. Une de ses réalisations est visible sur le rond-point de l'entrée sud de la commune (d'autres artistes locaux ont contribué à cette réalisation).

### Sports
La piscine la plus proche est celle de Lavoûte-sur-Loire à 5 km.
De nombreux circuits de randonnées pédestres, de  vélo, et de V.T.T. sont proposés. Les itinéraires sont disponibles au point d’accueil touristique.
Le chemin de Grande Randonnée No 40 appelé « Tour des volcans du Velay » traverse une partie de la commune.

## Économie

### Revenus
En 2018, la commune compte 642 ménages fiscaux, regroupant 1 397 personnes. La médiane du revenu disponible par unité de consommation est de 20 120 € (20 800 € dans le département).

### Emploi
| Division       | 2008  | 2013  | 2018  |
| -------------- | ----- | ----- | ----- |
| Commune        | 4,9 % | 8 %   | 7,1 % |
| Département    | 6,3 % | 7,7 % | 7,7 % |
| France entière | 8,3 % | 10 %  | 10 %  |

En 2018, la population âgée de 15 à 64 ans s'élève à 899 personnes, parmi lesquelles on compte 75,3 % d'actifs (68,2 % ayant un emploi et 7,1 % de chômeurs) et 24,7 % d'inactifs,. Depuis 2008, le taux de chômage communal (au sens du recensement) des 15-64 ans est inférieur à celui de la France et du département.
La commune fait partie de la couronne de l'aire d'attraction du Puy-en-Velay, du fait qu'au moins 15 % des actifs travaillent dans le pôle,. Elle compte 655 emplois en 2018, contre 739 en 2013 et 738 en 2008. Le nombre d'actifs ayant un emploi résidant dans la commune est de 619, soit un indicateur de concentration d'emploi de 105,8 % et un taux d'activité parmi les 15 ans ou plus de 52,4 %.
Sur ces 619 actifs de 15 ans ou plus ayant un emploi, 233 travaillent dans la commune, soit 38 % des habitants. Pour se rendre au travail, 85 % des habitants utilisent un véhicule personnel ou de fonction à quatre roues, 0,8 % les transports en commun, 9,7 % s'y rendent en deux-roues, à vélo ou à pied et 4,5 % n'ont pas besoin de transport (travail au domicile).

### Données générales
Établissements actifs par secteur d'activité au 31 décembre 2013
|                                                              | Total | %     | 0 salarié | 1 à 9 salarié(s) | 10 à 19 salariés | 20 à 49 salariés | 50 salariés ou + |
| ------------------------------------------------------------ | ----- | ----- | --------- | ---------------- | ---------------- | ---------------- | ---------------- |
| Ensemble                                                     | 143   | 100,0 | 102       | 31               | 5                | 1                | 4                |
| Agriculture, sylviculture et pêche                           | 24    | 16,8  | 20        | 4                | 0                | 0                | 0                |
| Industrie                                                    | 8     | 5,6   | 0         | 5                | 1                | 0                | 2                |
| Construction                                                 | 23    | 16,1  | 15        | 8                | 0                | 0                | 0                |
| Commerce, transport, service divers                          | 53    | 44,1  | 52        | 1                | 0                | 0                | 0                |
| dont commerce et réparation automobile                       | 15    | 10,5  | 13        | 2                | 0                | 0                | 0                |
| Administration publique, enseignement, santé, action sociale | 25    | 17,5  | 15        | 4                | 3                | 1                | 2                |

Champ : ensemble des activités
Postes salariés par secteur d'activité au 31 décembre 2013
|                                                              | Total | %     | 1 à 9 salarié(s) | 10 à 19 salariés | 20 à 49 salariés | 50 à 99 salariés | 100 salariés ou plus |
| ------------------------------------------------------------ | ----- | ----- | ---------------- | ---------------- | ---------------- | ---------------- | -------------------- |
| Ensemble                                                     | 542   | 100,0 | 90               | 66               | 38               | 213              | 135                  |
| Agriculture, sylviculture et pêche                           | 10    | 1,8   | 10               | 0                | 0                | 0                | 0                    |
| Industrie                                                    | 244   | 45,0  | 22               | 17               | 0                | 70               | 135                  |
| Construction                                                 | 18    | 3,3   | 18               | 0                | 0                | 0                | 0                    |
| Commerce, transport, service divers                          | 27    | 5,0   | 17               | 10               | 0                | 0                | 0                    |
| dont commerce et réparation automobile                       | 15    | 10,5  | 13               | 2                | 0                | 0                | 0                    |
| Administration publique, enseignement, santé, action sociale | 243   | 44,8  | 23               | 39               | 38               | 143              | 0                    |

Champ : ensemble des activités

### Agriculture
Les exploitations agricoles pratiquent essentiellement la polyculture (céréales, lentilles, choux, pommes de terre..) et l'élevage (vaches laitières, chèvres, moutons, porcs).
Quatre productions remarquables sur le territoire communal :
- le fromage l'Artisou,
- la verveine,
- la lentille verte,
- le porc et la charcuterie.

Le  fromage aux artisous (ou fromage aux artisons) est un  fromage fermier au lait cru de vache. Généralement affiné sur des claies de peuplier afin de favoriser le développement des acariens et la maturation du fromage. Les artisons, acariens minuscules, grignotent la croûte du fromage et permettent son affinage en l’aérant.Leur affinage se fait grâce à des artisons.
À Rosières le GAEC  de l'artisou élève des vaches montbéliarde au lieu-dit « La Mûre» et produit ses fromages selon le cahier des charges de l'agriculture biologique.
Si « Verveine du Velay » est une marque commerciale appartenant à la Distillerie de la Verveine du Velay Pagès, la verveine est une plante très présente en Haute-Loire, cultivée et utilisée depuis très longtemps pour son effet calmant.
À Rosières l'entreprise "Fleurs de Verveine" pratique une culture, une cueillette et un séchage biologique (sans produit chimique).
La "Lentille Verte du Puy" est une Appellation d'Origine Protégée (A.O.P) depuis le 7 août 1996. Elle est cultivée depuis  plus de 2000 ans  . Elle bénéficie d'un microclimat et de sols qui lui confèrent son caractère et ses qualités gastronomiques.
L'appellation « Lentille verte du Puy » est réservée aux lentilles de 3,25  à   5,75 mm de diamètre, portant sur un fond vert pâle des marbrures vert-bleu sombre et possédant une peau. L'aire de production s'étend sur deux régions naturelles du département de la Haute-Loire : le bassin du Puy et le Velay volcanique, dont la commune de Rosières.
Traditionnellement, dans toutes les fermes on élevait et tuait le cochon. Le porc était la base de l'alimentation du "paysan" avec la production de  saucissons, lard, pâtés, jambons, boudins... Cette pratique a disparu mais il existe des éleveurs-charcutiers qui poursuivent des productions dans l'esprit traditionnel, telle que l'entreprise Chalendar, dont l'élevage se porcs est situé sur la commune voisine de Beaulieu et sur celle de Rosières. Il est présent tous les samedis sur le marché de Rosières.
- Moissonneuse-batteuse Braud 700 en action à Rosières en août 2023

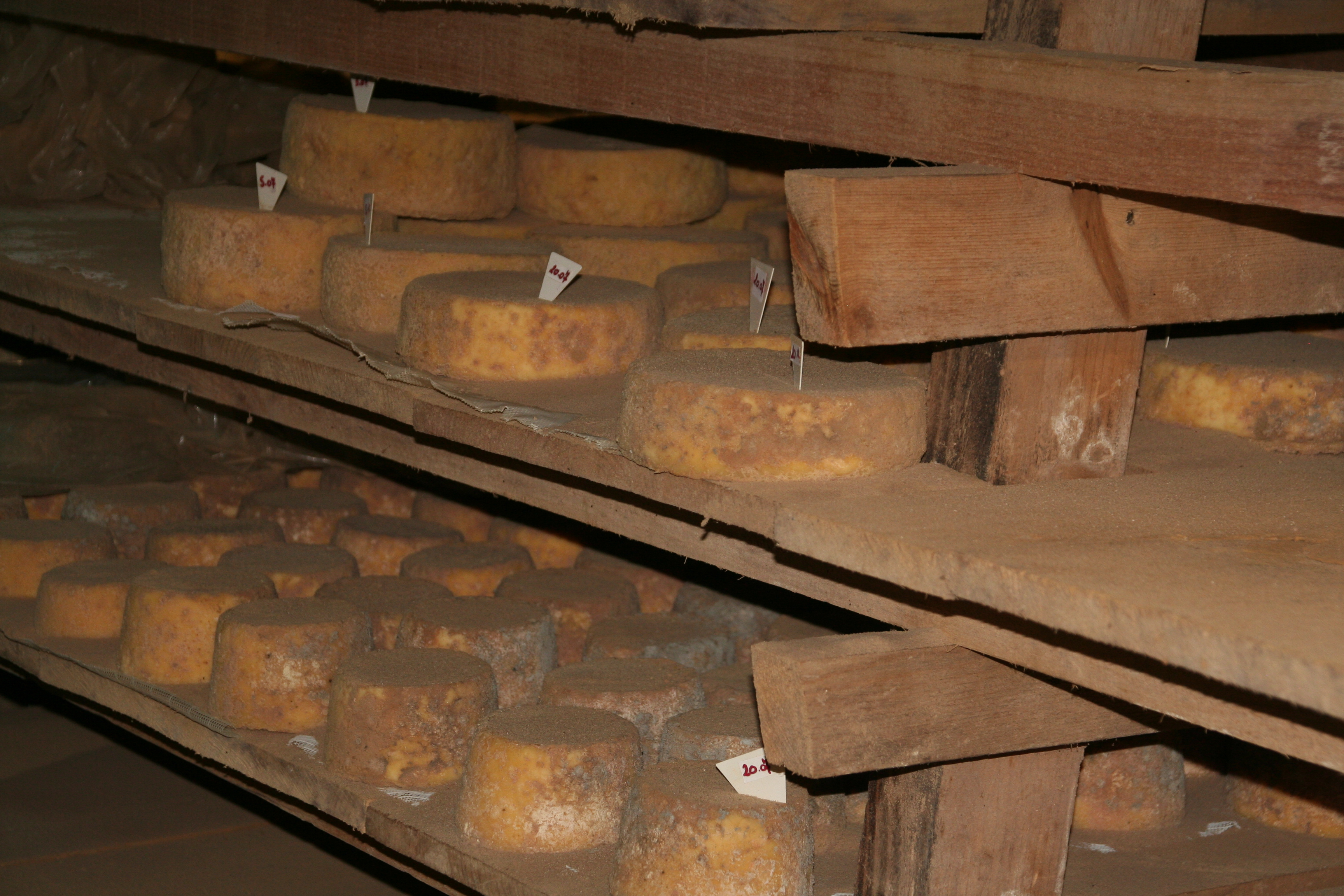
Affinage de fromages au GAEC de l'Artisou, hameau de La Mûre à Rosières
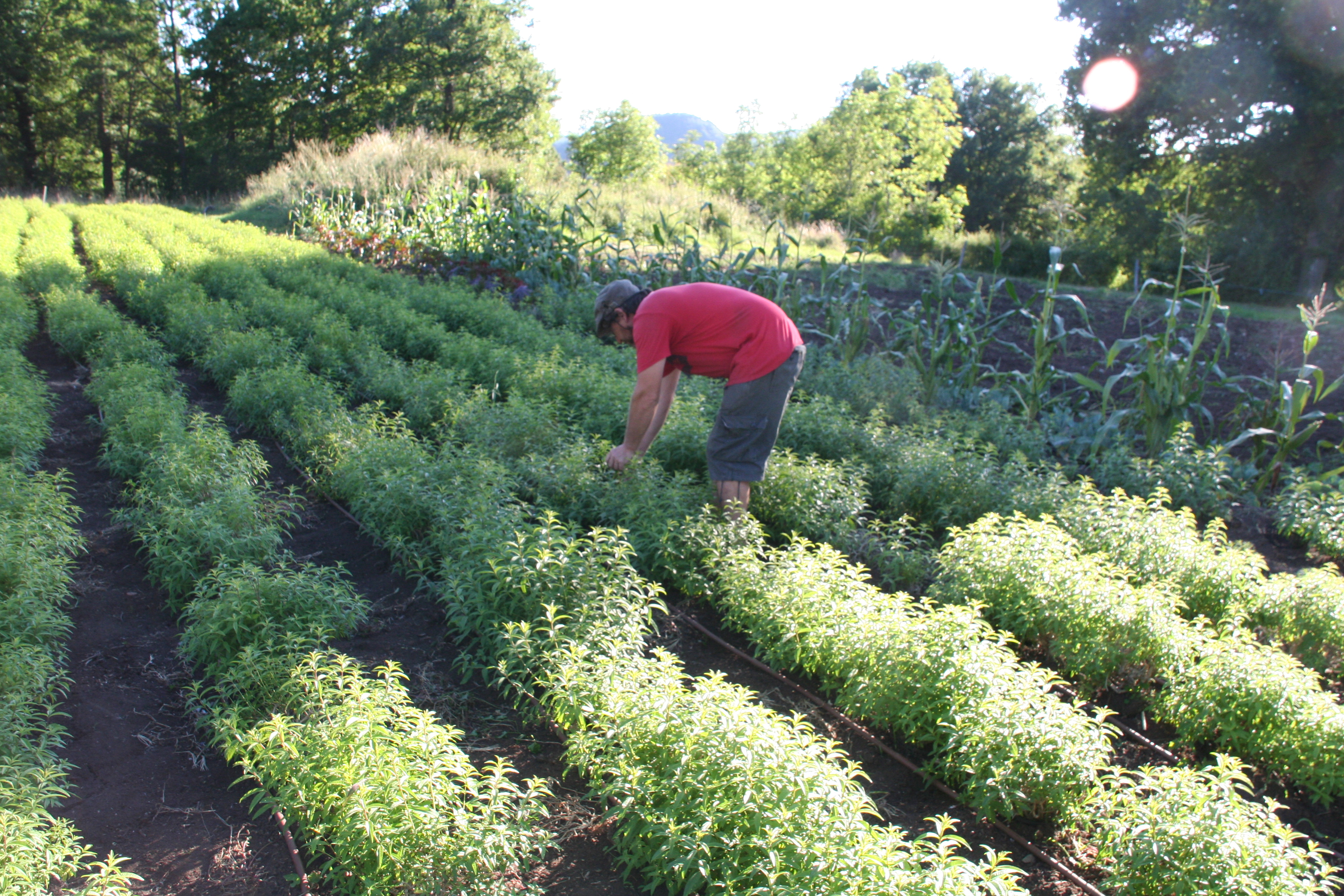
Cueillette des feuilles de verveine chez Fleurs de Verveine, hameau de Rougeac à Rosières
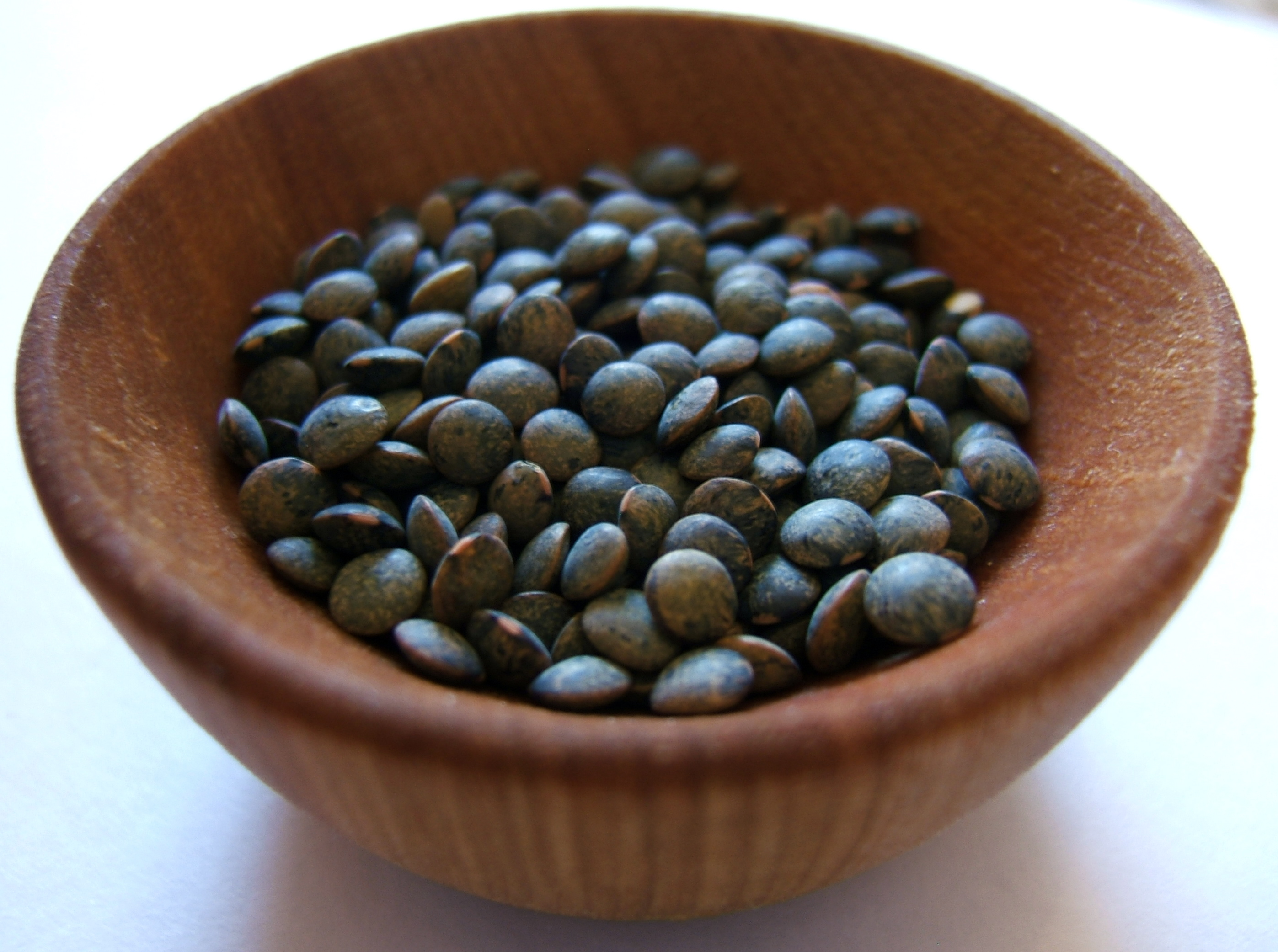
Lentilles vertes du Puy
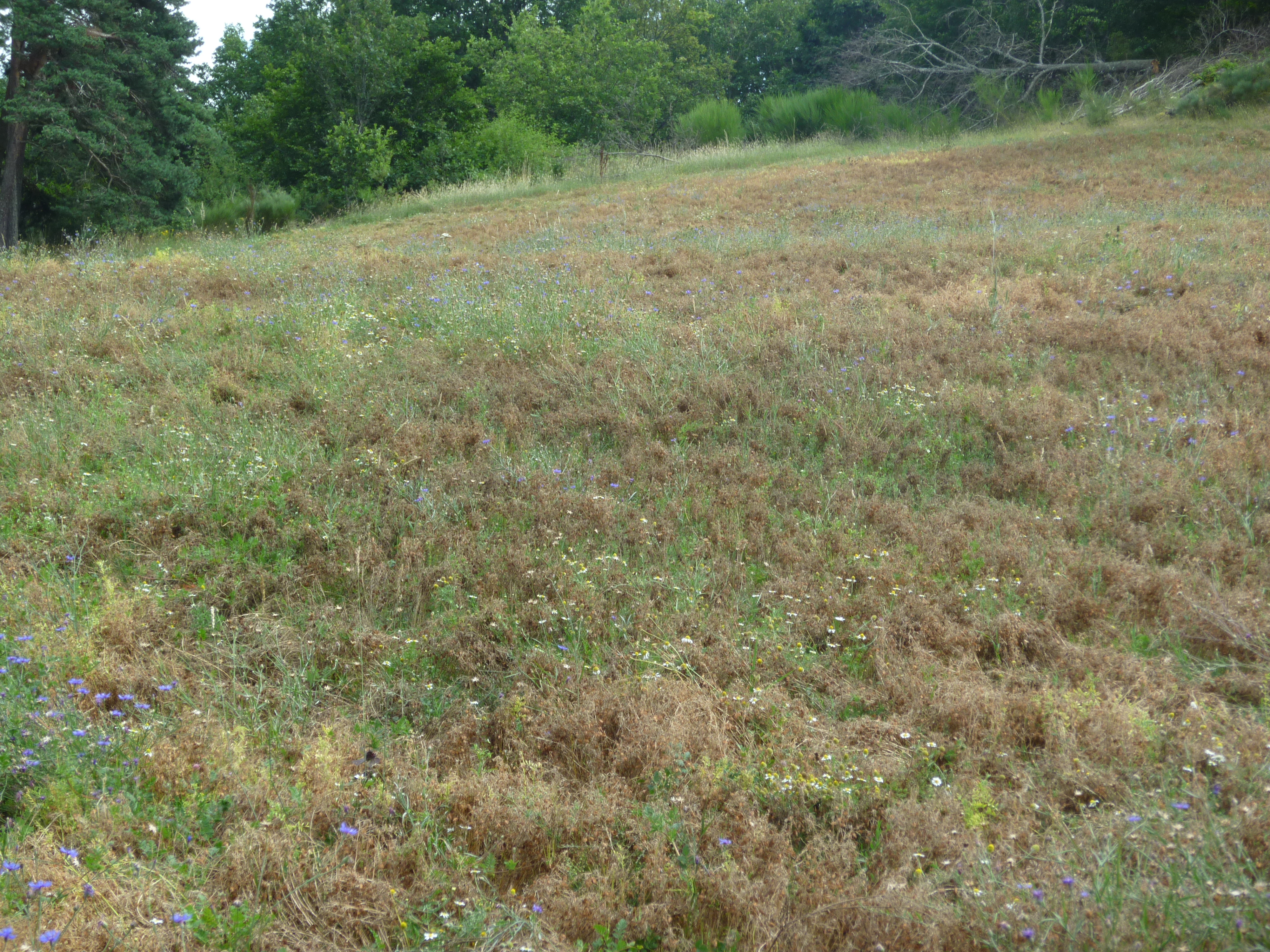
Champs de lentilles
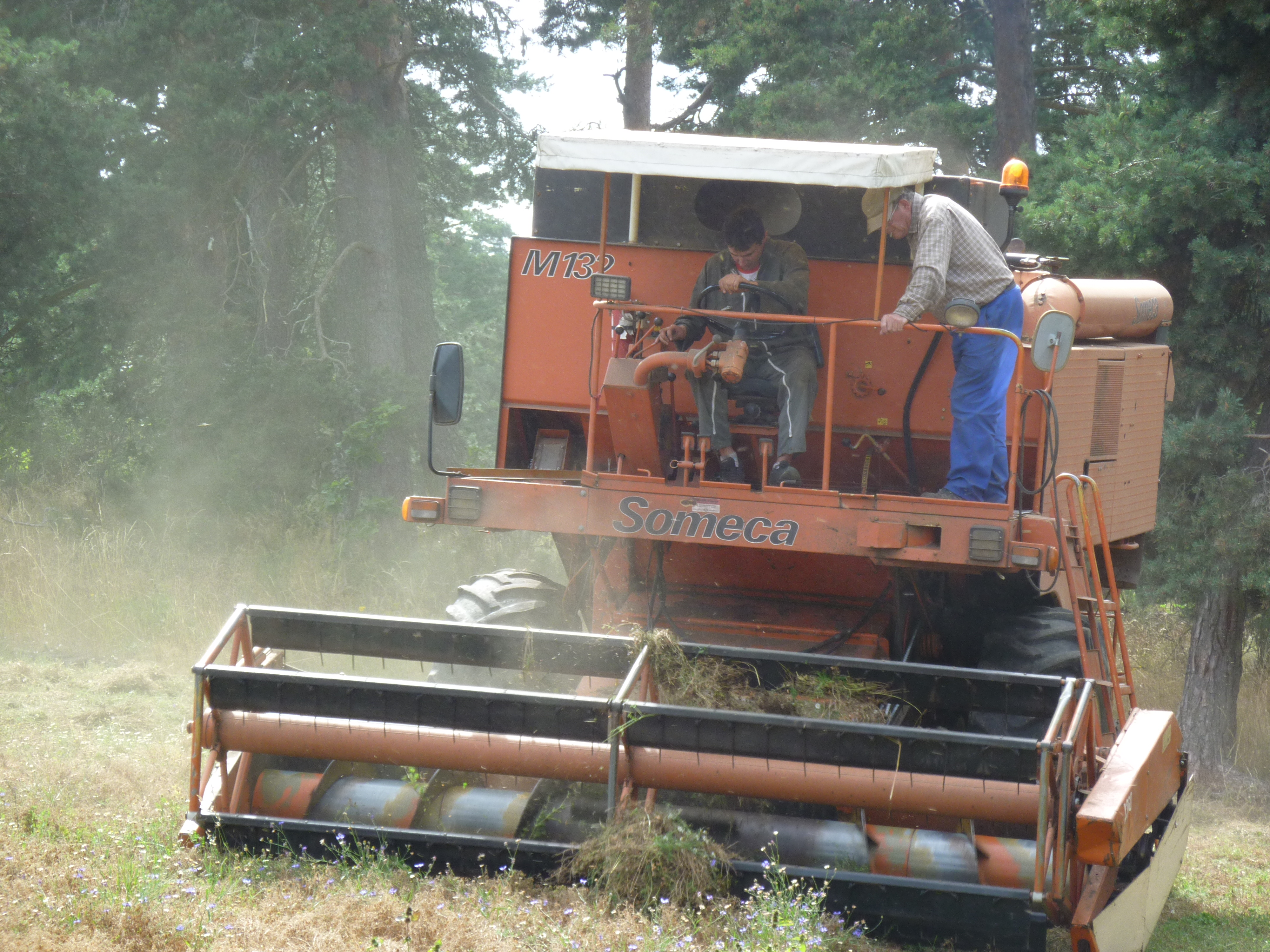
Moissons de lentilles

### Industrie
Les deux principales entreprises industrielles de Rosières sont :
- L'entreprise Morey Profiles[51]. Elle est spécialisée dans la production de profilés thermoplastiques pour la fabrication de produits PVC : portails, clôtures, bungalows... Elle occupe une surface de 5 hectares dont 22 000 m2 couverts. Elle emploie 70 salariés.
- La société Watts Electronics[52], créée en 1986 sous le nom d’ADEV, est passée d'une dimension familiale à celle d’une entreprise d’envergure internationale après son rachat en 2002 par le groupe américain Watts Industries. Elle est spécialisée dans l’électronique de régulation et  la fabrique des thermostats  et autres appareils de régulation de température, programmateurs pour chauffage et climatisation. En 2014 elle réalise un chiffre d'affaires de  34 860 900 €. Elle emploie 135 salariés.

### Transports
Les Transports GRAND est l'entreprise de transports routiers de Blanlhac (hameau de Rosières). Elle est spécialisée dans le transport de marchandises diverses et lots partiel dans la région Auvergne - Rhône-Alpes

### Tourisme
Il existe un  "Office de Tourisme Intercommunal de l’Emblavez" à Vorey-sur-Arzon présent à Rosières par un Point d’Accueil Touristique.
Durant l'été des visites guidées des moulins de Blanlhac sont proposées permettant de connaître la technique et leur histoire.
Rosières ne compte ni hôtel ni terrain de camping sur son  territoire mais des chambres d'hôte sont proposées. Le camping le plus proche est le camping municipal « Les longes » de Lavoûte-sur-Loire.

## Culture locale et patrimoine

### Lieux et monuments

#### Église

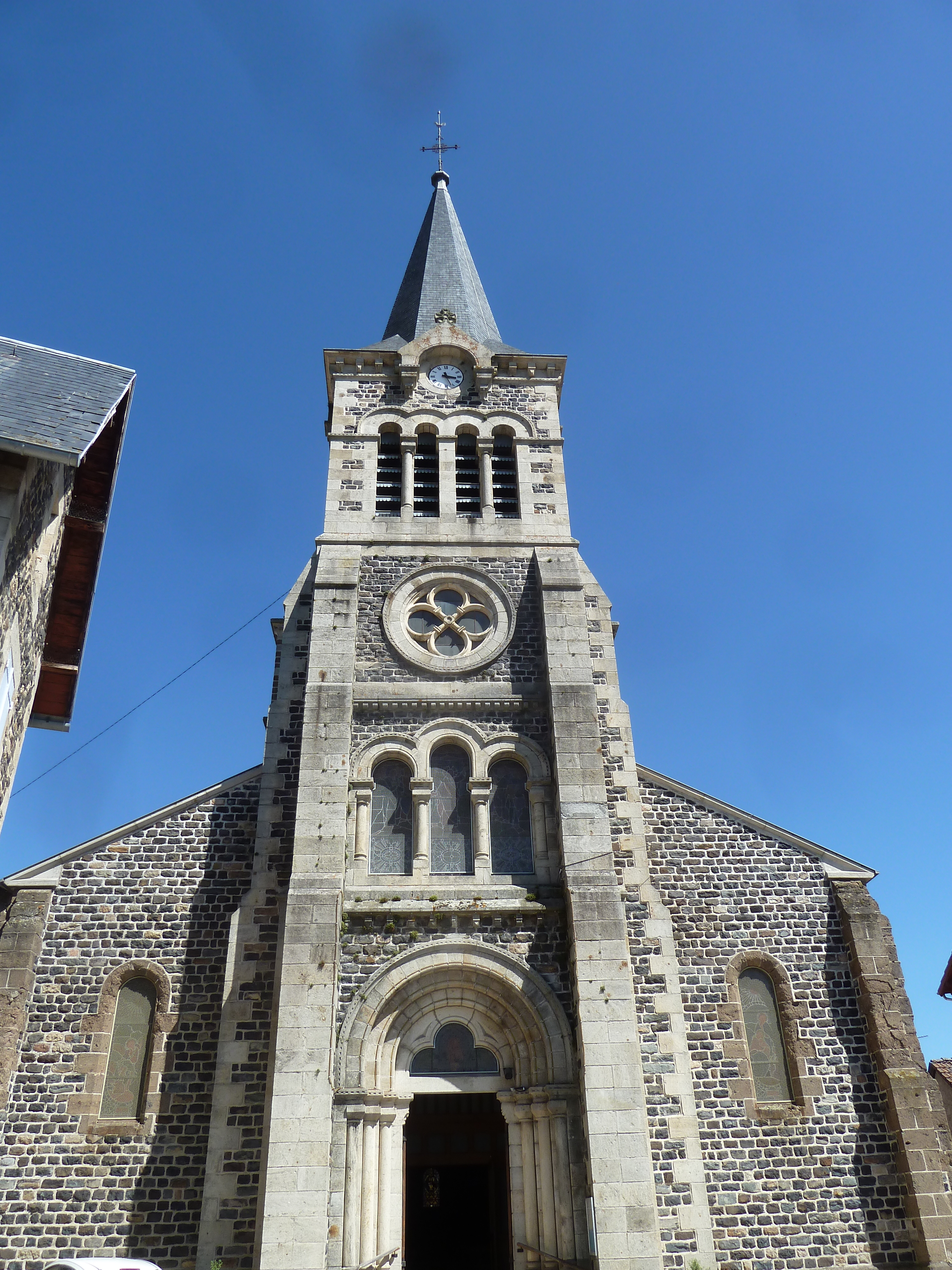
Portail et clocher de l'église Saint-Martin.

L'église néo-romane de Rosières, entourée de son cimetière, placée sous le vocable de saint Jean est soumise un temps vers 937 aux bénédictions du Monastier saint Chaffre.
En 1096, elle n'abrite plus qu'un ermite et disparaît bientôt. On la situe sur le chemin menant à l'actuel cimetière.
On pense qu'une seconde église dédiée à saint Martin, entourée également de son cimetière a été construite au XIIe siècle, un peu plus au sud de l'église Saint-Jean, à l'emplacement actuel.
Plusieurs papes en 1155, 1179, 1226, confirment la possession de l'église de Rosières aux religieux saint Chaffre et sans doute au prieur de Chamalières qui disait avoir reçu d'Adhémar de Monteil (évêque du Puy vers 1092) toutes les églises comprises dans un rayon de cinq lieues. 
C'est alors une église à une nef sans transept dont nous ne conservons aujourd'hui que l'abside en brèche volcanique à petits joints du XIIe siècle.
L'église est agrandie au XVIe siècle sauf les deux chapelles occupant la place habituelle du transept et le clocher au nord qui sont plus récents.
L'église actuelle a été restaurée en 1981 et classée à l'inventaire des monuments historiques. Ce classement concerne l'abside à cinq pans à l'extérieur et circulaire à l'intérieur.

#### Lecalvaireou Champ clos
Dominant le bourg, le Champ clos ou Calvaire, restauré par la commune en 1985, est inscrit à l'inventaire supplémentaire des monuments historiques.
Il fut édifié vers 1820 par le sculpteur Delorme, à l'initiative de l'abbé Chanal, curé de Rosières.
Limitant une enceinte, un muraille comportant treize niches surmontées chacune d'une croix de pierre (croix taillées en arkose de Blavozy).

### Les Moulins de Blanlhac

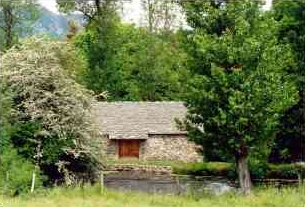
Moulin à eau de Blanlhac.

Le village de Blanlhac a connu au fil des siècles une concentration de 14 moulins qui ont fonctionné au fil de 2 km d'un petit ruisseau : le Ran. L'installation de ces moulins est très ancienne, elle remonte au moins au XIVe siècle. Et elle a duré plus longtemps que dans bien des villages de Haute-Loire : huit d'entre eux tournaient au lendemain de la dernière guerre, et les derniers ont cessé leur activité en 1980.
Depuis, l'association des Amis des Moulins de Blanlhac a remis en état de fonctionnement l'un d'eux et elle s'est donné pour objectifs la remise en valeur de la zone des moulins.
En effet, le cadre paysager de pierres, de verdure et d'eau est heureusement préservé. Le site permet de découvrir le système hydraulique de biefs et d'écluses, l'architecture et le fonctionnement des moulins.

### Personnalités liées à la commune
- Auguste de Morlhon, 1799-1862, évêque du Puy en 1846, docteur en théologie, chevalier de la légion d'honneur est mort à Rosières au cours d'une tournée pastorale.
- La chanteuse Nicoletta a travaillé en qualité de lingère a la clinique Saint Joseph en 1960 avant d'obtenir son émancipation et pouvoir « monter » à Paris où elle débutera sa carrière de chanteuse.